# Esquizofrenia

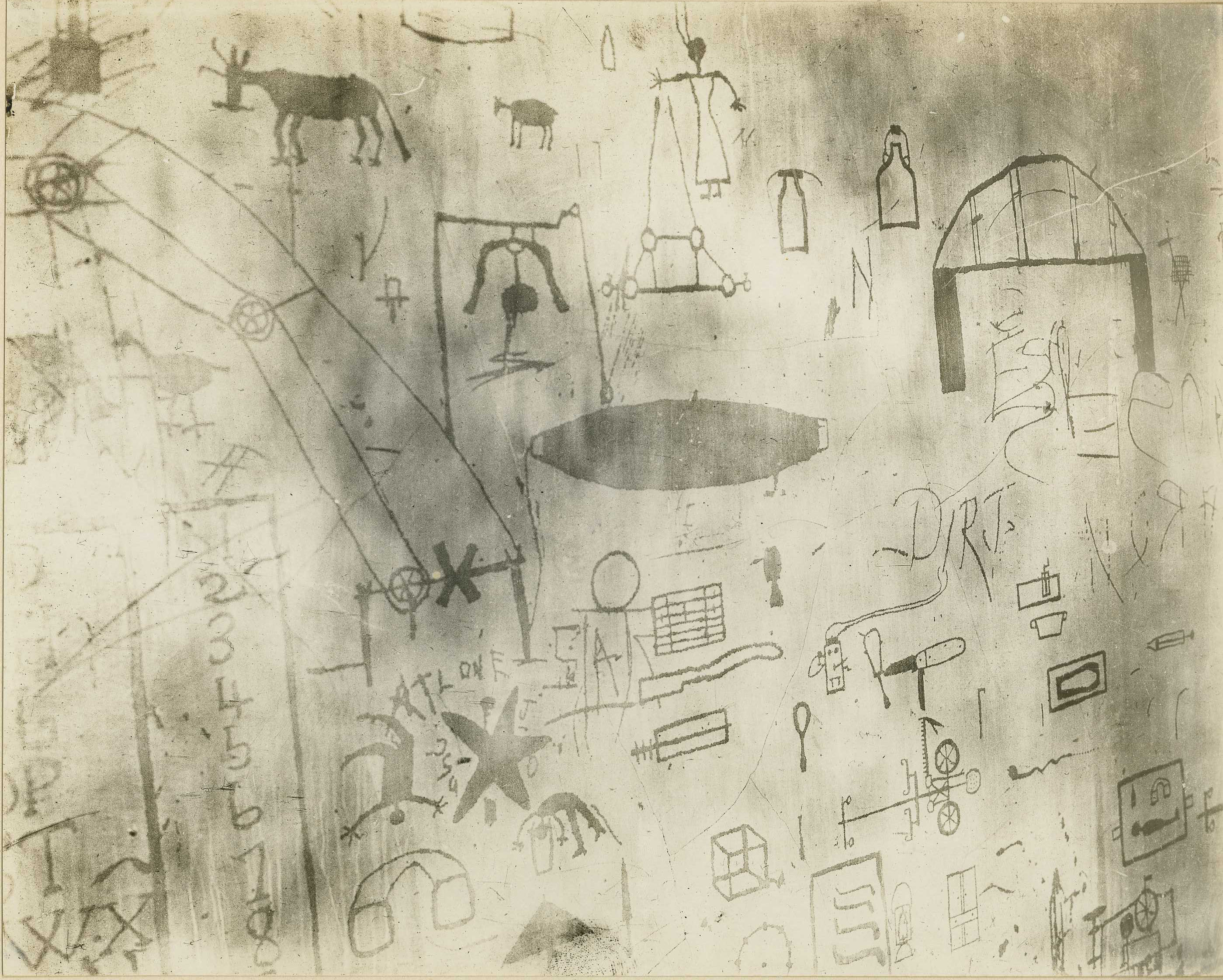
St. Elizabeths Hospital. Reproducciones realizadas por un paciente, un caso perturbado de Dementia praecox, en donde usó alfileres o uñas para rascar la pintura de la pared, capa superior de pintura de color chamariz, superpuesta sobre una capa de color rojo ladrillo de pintura. Las imágenes simbolizan eventos en la vida pasada del paciente, y representan un estado leve de regresión mental. Sin fecha, pero probablemente principios del siglo XX.

La esquizofrenia (del griego clásico σχίζειν, skhízein «dividir, escindir, hendir, romper»; y φρήν, phrḗn «entendimiento, razón, mente») es un diagnóstico psiquiátrico que abarca un amplio grupo de trastornos mentales crónicos y graves, caracterizado a menudo por conductas que resultan anómalas para la comunidad y una percepción alterada de la realidad. La esquizofrenia causa además alteraciones en varios aspectos del funcionamiento psíquico del individuo, principalmente de la consciencia de realidad, y una desorganización neuropsicológica más o menos compleja, en especial de las funciones ejecutivas, que lleva a una dificultad para mantener conductas motivadas y dirigidas a metas, y una significativa disfunción social. Entre los síntomas frecuentes, están las creencias delirantes, pensamiento confuso, alucinaciones auditivas, reducción de las actividades sociales y/o aislamiento.
El concepto de esquizofrenia tuvo un inicio histórico en el término «demencia precoz» Principalmente el primero en tenerla fue Bénédict Morel a mediados del siglo XIX. En 1898 Emil Kraepelin deslindó dentro de la «demencia precoz» varios trastornos como la hebefrenia y la catatonia. Precisamente, debido a la posibilidad de múltiples combinaciones de síntomas, se ha sugerido que la esquizofrenia serían varios trastornos y no uno solo; por este motivo, Eugen Bleuler, cuando acuñó el nombre en 1908, prefirió usar el plural schizophrenias para referirse a esta patología. A pesar de su etimología semejante, la esquizofrenia no es lo mismo que el trastorno de identidad disociativo (antes: «trastorno de personalidad múltiple», o de «doble personalidad»), con el que se la confunde frecuentemente. Existe una amplia variedad de modelos categoriales y dimensionales que tratan de abordar y explorar los síntomas de la esquizofrenia y su diagnóstico.
Los síntomas de la esquizofrenia suelen comenzar en adultos jóvenes y aproximadamente el 1 % de la población se ve afectada. Una persona con esquizofrenia, por lo general, muestra un lenguaje y pensamientos desorganizados, delirios, alucinaciones, trastornos afectivos y conducta inadecuada. El diagnóstico se basa en las experiencias que relata el propio paciente y la conducta vista por el examinador. Se suele considerar que todo tipo de exploración o prueba psicométrica o de psicopatología precisa una información detallada de su alcance y objetivos, y la obtención previa de un consentimiento por parte del paciente. No existen actualmente pruebas de laboratorio diagnósticas de la esquizofrenia y ninguno de los síntomas es patognomónico o exclusivo de esta enfermedad, lo que dificulta el diagnóstico cierto.
En los pacientes esquizofrénicos, se ha detectado disfunción de los sistemas de neurotransmisores y anomalías anatómicas cerebrales, así como anormalidades del sistema inmunitario. No obstante, no se conocen con certeza las causas de la esquizofrenia. Los estudios sugieren que los principales factores de riesgo son la predisposición genética y factores perinatales. Además, algunas circunstancias socioambientales, el aumento de la edad de los padres, ciertos medicamentos y el uso recreativo de drogas parecen provocar o empeorar los síntomas. En un subgrupo de pacientes esquizofrénicos, la enfermedad celíaca o una anomalía en la absorción intestinal, podrían ser causantes del desarrollo de la esquizofrenia.
Aparece en el 1 % de la población mundial; están afectados un 30-40 % de las personas sin hogar. La prevalencia en los países considerados menos desarrollados es significativamente menor.
El tratamiento farmacológico de primera línea son los medicamentos antipsicóticos, que fundamentalmente actúan suprimiendo la actividad de la dopamina. Las dosis de los antipsicóticos empleados son generalmente más bajas que en las primeras décadas de su uso. La psicoterapia y la rehabilitación profesional y social también son importantes. En casos más graves, donde hay riesgo para el mismo paciente y para otros a su alrededor, puede ser indicada la hospitalización involuntaria, aunque la estancia hospitalaria es menos frecuente y por períodos más cortos que en tiempos pasados. Por lo general, los trastornos de la cognición contribuyen a problemas persistentes de la conducta. Los pacientes esquizofrénicos suelen tener otros problemas de salud, incluyendo drogodependencia, depresión y trastorno de ansiedad, así como problemas sociales como desempleo, pobreza y baja calidad de vida. La esperanza de vida de los pacientes con esquizofrenia es inferior en 10 a 12 años a los individuos sin la enfermedad, debido a otros problemas de salud y a una mayor frecuencia de suicidio.

## Clasificación
Históricamente, la esquizofrenia en Occidente ha sido clasificada en simple, catatónica, hebefrénica o paranoide. El Manual diagnóstico y estadístico de los trastornos mentales (DSM) contiene en la actualidad cinco tipos de esquizofrenia y la CIE describe siete. El DSM-V (2013), ha eliminado la distinción de subtipos dentro de la esquizofrenia. Eran:
1. (F20.0/295.3) Tipo paranoide: predominan los sentimientos de persecución, delirio de grandeza, este más característico de la enfermedad bipolar, y alucinaciones auditivas —el DSM exige que no haya desorganización en el lenguaje ni afectividad inapropiada o plana—.[17]
2. (F20.1/295.1) Tipo desorganizado o hebefrénica: predomina el discurso y comportamiento desorganizados sin ningún objetivo visible, así como una afectividad inadecuada o plana.[18]
3. (F20.2/295.2) Tipo catatónico: con importantes alteraciones psicomotoras tales como la flexibilidad/rigidez cérea (como muñeco de cera); puede llegar hasta el estupor catatónico, lo que produce una incapacidad para cuidar de sus necesidades personales.[19]
4. (F20.3/295.9) Tipo indiferenciado: hay síntomas psicóticos, pero no cumplen criterios para los tipos paranoide, desorganizado o catatónico.
5. (F20.5/295.6) Tipo residual: donde los síntomas positivos están presentes tan solo a baja intensidad.

Las cifras entre paréntesis indican los códigos CIE/DSM respectivamente.
La Organización Mundial de la Salud reconoce además los tipos:
1. (F20.4) Depresión post-esquizofrénica: trastorno de tipo depresivo, a veces prolongado, que surge después de un trastorno esquizofrénico. Durante él pueden persistir algunos síntomas esquizofrénicos, pero no predominan en el cuadro clínico. Raramente tienen tanta importancia como para realizar un diagnóstico de depresión grave (Requiere un mínimo de dos semanas de afectación funcional y anímica notorias).
2. (F20.6) Esquizofrenia simple: su desarrollo es insidioso, no manifiesta alucinaciones ni delirios, es menos psicótica y muestra fundamentalmente síntomas negativos.

- El psiquiatra español Ramón Sarró Burbano, discípulo directo, aunque disidente, de S Freud, 'prefiere que le consideren respecto a Freud más como un parricida', estudió y clasificó la temática de los delirios endógenos en 20 'mitologemas', o: 'Unidades de contenido mítico-religioso presentes de forma reiterada en los delirios endógenos'.[20]

## Historia
El concepto de locura ha existido desde tiempos antiguos. Los primeros datos que pueden tener relación con síntomas psicóticos datan del 2000 a. C. en el Libro de los corazones, parte del antiguo Papiro de Ebers. Sin embargo, una reciente revisión de la literatura de la Antigua Grecia y Roma comprobó que, mientras la población general probablemente tenía conocimiento de los trastornos psicóticos, no había en aquellas comunidades ningún cuadro definido que fuese equiparable a los criterios modernos de diagnóstico de esquizofrenia.

### Antes de 1800

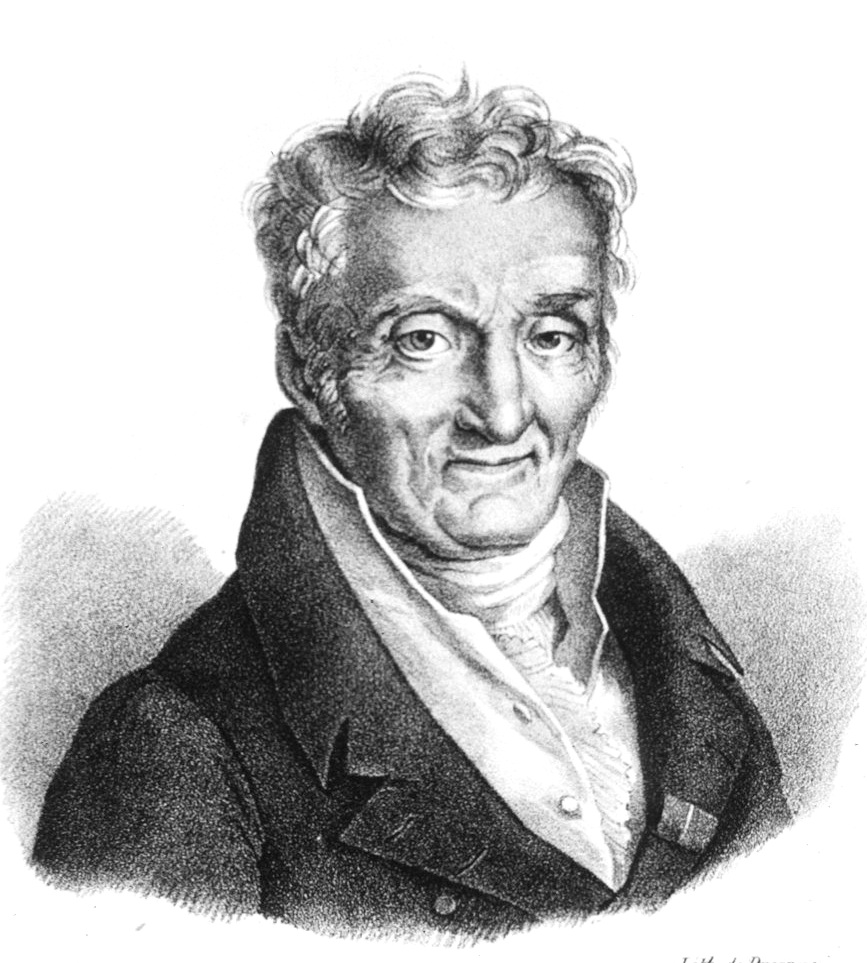
Philippe Pinel (1755-1826), a quien se debe esta precisa descripción de los pacientes bipolares: « ... nada más inexplicable y sin embargo nada más comprobado que las dos formas opuestas que pueden tomar las melancolías. Es a veces un orgullo excesivo y la idea de poseer riquezas inmensas o un poder sin límites, en otras el abatimiento más pusilánime, una consternación profunda hasta la desesperación».

Son muy escasos los registros en la historia de antes del 1800 de testimonios de cuadros parecidos a la esquizofrenia, aunque sí eran frecuentes los relatos sobre conductas irracionales, incomprensibles, o descontroladas. Se ha producido una breve interpretación citando que las notas en el Papiro Ebers del Antiguo Egipto pueden significar esquizofrenia, pero otros estudios no han podido certificar dicha conexión. Una revisión de la literatura de la Antigua Grecia y Roma indica que si bien se describió la psicosis, no son relatos que describan algo de forma que cumpla los criterios diagnósticos de la esquizofrenia. En la literatura médica árabe y en la psicológica de la Edad Media se anotaron creencias y comportamientos raros, psicóticos, parecidos a algunos de los síntomas de la esquizofrenia. Por ejemplo, en el Canon de la Medicina, Avicena describe un cuadro parecido a los síntomas de la esquizofrenia, al que llamó ŷunūn mufriṭ (locura grave), y que diferenció de otras formas de locura (ŷunūn), como la manía, la rabia y la psicosis maníaco-depresiva. Sin embargo, nunca se llegó a describir algo que se parezca a la esquizofrenia en la Cirugía Imperial por Şerafeddin Sabuncuoglu, un importante libro de texto médico islámico del siglo XV. Dadas las escasas evidencias históricas, la esquizofrenia, al menos con la frecuencia con que se encuentra hoy, puede que sea un fenómeno moderno, o, como otra posibilidad, puede haber estado oculta en los textos históricos dentro de conceptos afines, como la melancolía o la manía.
Se suelen considerar como los primeros casos de esquizofrenia de la literatura médica y psiquiátrica del pasado. un informe detallado de 1797, del caso de James Tilly Matthews, y también las descripciones publicadas por el francés Philippe Pinel (1755-1826) en 1809.

### Demencia precoz
En realidad, la historia de la esquizofrenia como entidad nosológica es muy reciente. En 1853, el psiquiatra francés Bénédict Morel acuñó el término: demence précoce, en francés «demencia precoz», para describir un trastorno mental que afectaba a adolescentes y adultos jóvenes y que con el tiempo evolucionaba a un deterioro del funcionamiento mental, y a la incapacidad del sujeto (ese deterioro es a lo que se refiere la palabra 'demencia'), en contraposición con la demencia clásica, asociada a la senilidad. Posteriormente, en 1886, con el alienista alemán Heinrich Schule, y más tarde, por Arnold Pick en 1891, se utilizó el término: dementia praecox en un informe sobre un caso de trastorno psicótico. En 1871 Ewald Hecker definió al mismo síndrome de demencia juvenil como hebefrenia, destacando su rápida evolución hacia la «estupidez, embrutecimiento y desorganización de las funciones psíquicas». Tres años más tarde Karl Kahlbaum observó otra forma de alienación mental caracterizada por trastornos motores, sensoriales y mutismo que denominó catatonia.
El enfoque contemporáneo del concepto de esquizofrenia se inició en 1887 con Emil Kraepelin, que estableció una amplia separación en la clasificación de los trastornos mentales entre la dementia praecox y los trastornos de estado de ánimo (llamados maniaco-depresivos, que incluían tanto la depresión unipolar como la bipolar), originada en un proceso sistémico quiescente, y llegó también a la conclusión en 1898 de que la hebefrenia y la catatonia eran subtipos de una sola enfermedad. Después de abundantes observaciones de sus pacientes, consiguió sistematizar una buena cantidad de entidades psicopatológicas que estaban confusas hasta entonces y distinguió una forma de «demencia» que aparecía en los jóvenes, separándola de otras formas de enfermedad mental, como la psicosis maníaco depresiva, incluyendo tanto la depresión unipolar como la bipolar. Describió el curso a lo defectual y el temprano inicio de esta forma de dementia praecox. Le dio mayor importancia a los síntomas «negativos» como «debilitamiento de la voluntad» y la falta de un «desarrollo personal».
Kraepelin creía que la dementia praecox era fundamentalmente una enfermedad del cerebro, un tipo específico de demencia, que se distingue de otras formas de demencia, como la enfermedad de Alzheimer, que suelen incidir en edades más avanzadas. La clasificación de Kraepelin fue ganando aceptación poco a poco. Hubo objeciones a la utilización del término «demencia», pese a los casos de recuperación, y apologética a favor de algunos de los diagnósticos que sustituyó, tales como la locura del adolescente.

### Esquizofrenia

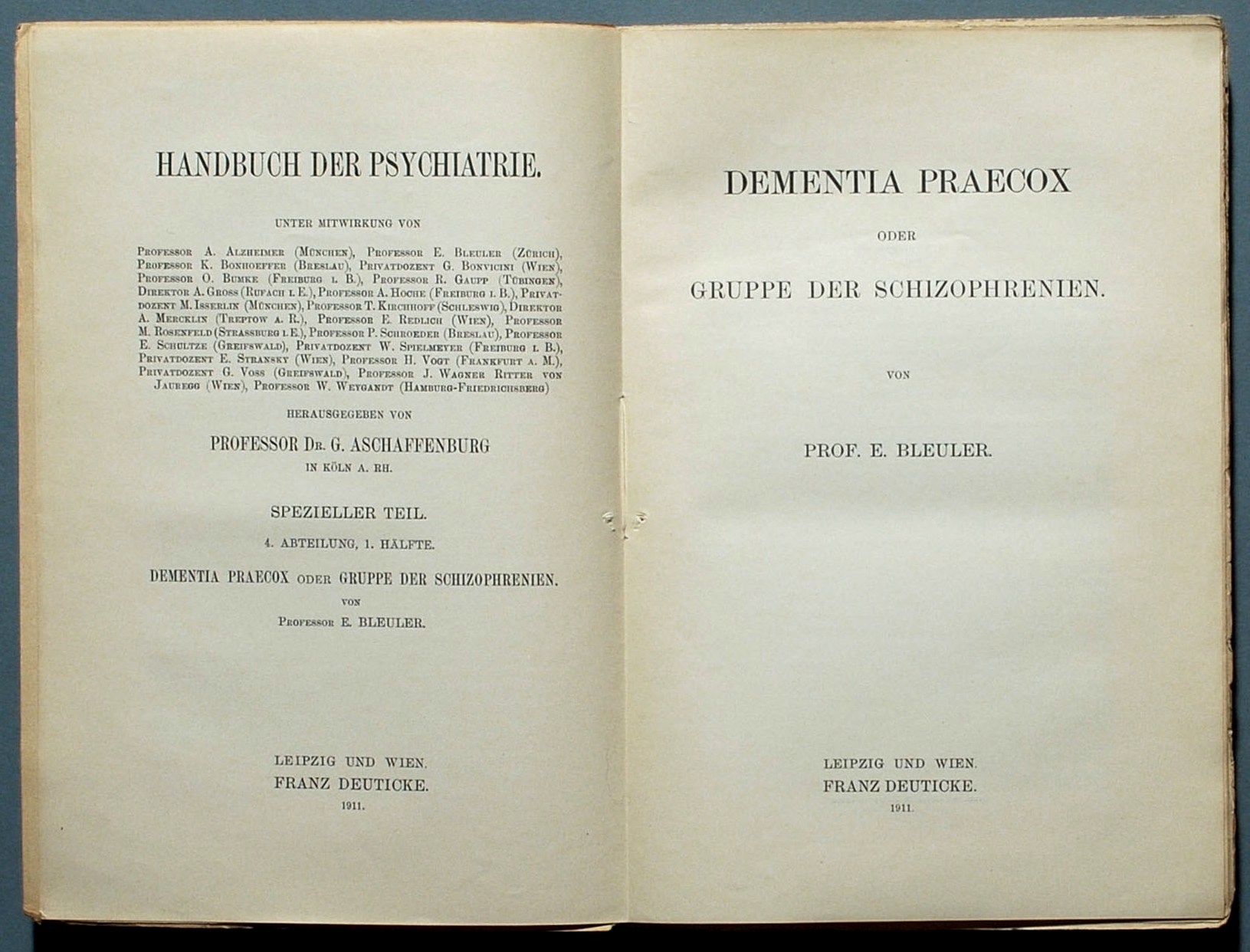
Dementia Praecox, de Bleuler.

Años más tarde se puso de manifiesto que el trastorno descrito como «demencia precoz» no conduce necesariamente a un deterioro mental, ni solo afecta a personas jóvenes, y en 1908 el psicólogo suizo Eugen Bleuler sugirió que el nombre era inadecuado, porque el trastorno no era una «demencia», es decir, no llevaba necesariamente a un deterioro de funciones mentales como en la demencia senil tipo enfermedad de Alzheimer; muchos pacientes sí mejoraban y además, ocasionalmente se iniciaba en personas maduras. Bleuler sugirió la palabra «esquizofrenia» para referirse a una escisión de los procesos psíquicos consistente en la pérdida de correspondencia entre el proceso de formación de ideas y la expresión de emociones y para diferenciarlo de la enfermedad maníaco-depresiva, en donde la expresión de las emociones de los pacientes refleja con precisión sus pensamientos mórbidos. Hizo hincapié en que el trastorno fundamental era el deterioro cognoscitivo y lo conceptualizó como una división o «escisión» en la capacidad mental y propuso entonces el nombre con el que se conoce el trastorno hasta hoy.
Sugirió también dos divisiones con respecto a la sintomatología de la esquizofrenia: la primera constituida por síntomas fundamentales, básicos, específicos o permanentes que estaban presentes en todos los pacientes y durante toda la evolución del trastorno, denominados: 'principales', y la segunda agrupaba los síntomas accesorios. Los síntomas fundamentales de Bleuler constituyen «las cuatro aes»:
- Disgregación en las Asociaciones de Ideas
- Afectividad aplanada
- Ambivalencia y
- Autismo

Los síntomas accesorios incluían las ideas delirantes o delirios, alucinaciones, alteraciones del lenguaje y la escritura y los síntomas catatónicos, entre otros. Destaca que aquellos síntomas que llaman más la atención —como los delirios y las alucinaciones— Bleuler los considera «accesorios». Esa distinción es adecuada, porque la gravedad del trastorno tiene relación precisamente con las características de laxitud en las asociaciones, embotamiento afectivo y autismo, los síntomas fundamentales para Bleuler.
Bleuler también agrupó a los síntomas de la esquizofrenia en primarios —producidos directamente por la esquizofrenia— y secundarios —que se deberían al intento del organismo para adaptarse a los síntomas primarios—.

### Síntomas positivos y negativos
Existe debate sobre si la división clásica entre síntomas negativos y positivos la formuló primero John Russell Reynolds o John Hughlings Jackson. En 1853 Reynolds, estudiando la epilepsia, publicó un artículo en la que distinguía entre síntomas positivos que consideraba como «meras acciones vitales modificadas», y negativos, que consideraba «como la negación de propiedades vitales». Por entonces, en 1875, y para Jackson, en el mundo de la neurología, los síntomas negativos eran producidos por una lesión, mientras que los síntomas positivos eran ocasionados por tejido no dañado que trataba de compensar las pérdidas, ocasionando en último término un desequilibrio.

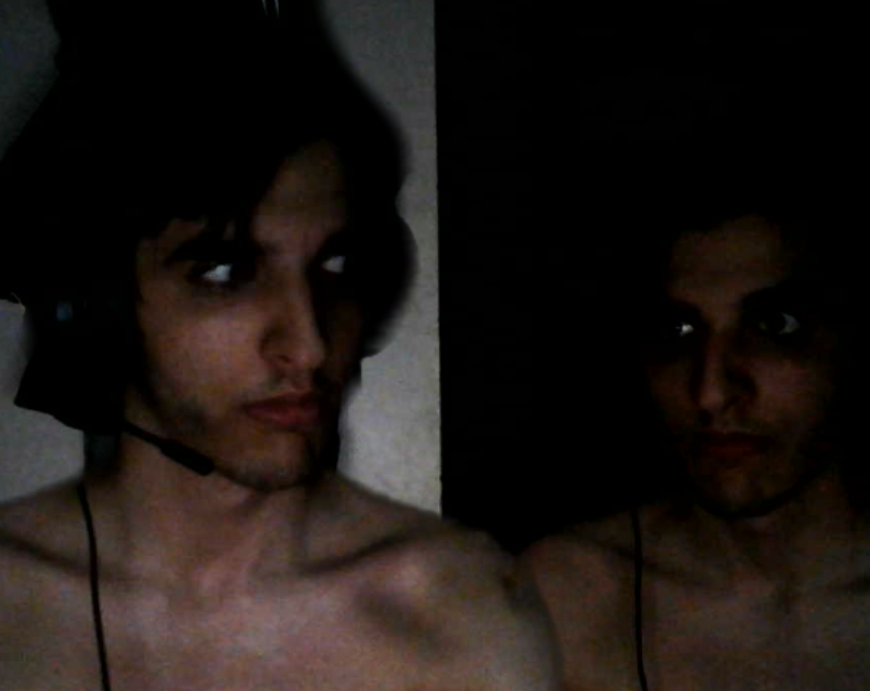
La esquizofrenia paranoide se manifiesta con sentimientos de persecución y sospecha, normalmente acompañados de alucinaciones visuales/auditivas.

De Clérambault introdujo por primera vez en el ámbito psiquiátrico la clasificación que distinguía entre síntomas negativos y positivos en 1942. Clérambault solía considerar los síntomas positivos como fenómenos intrusivos (alucinaciones y delirios) y a los síntomas negativos como fenómenos inhibitorios (deterioro del pensamiento y la atención). Durante la primera mitad del siglo XX esta clasificación se mantuvo discretamente, y solo en la década de los 80, gracias a los trabajos de Tim Crow, se volvió a dar difusión a los conceptos que distinguen entre síntomas negativos y positivos.

### Presente
El término «esquizofrenia» se suele interpretar mal, dándole el sentido de que las personas afectadas tienen una «doble personalidad». Aunque algunas personas con diagnóstico de esquizofrenia pueden escuchar voces y pueden vivir las voces como personalidades distintas, la esquizofrenia no se trata de una persona que va cambiando entre distintas personalidades múltiples. La confusión surge en parte debido a los efectos del significado que le dio Bleuler a la esquizofrenia, literalmente «escisión» o «ruptura de la mente». El primer uso indebido del término, dándole la interpretación de «doble personalidad», fue en un artículo del poeta T. S. Eliot en 1933.
Durante la primera mitad del siglo XX, la esquizofrenia se consideró un cuadro genético, y en muchos países los pacientes fueron sometidos a eugenesia. Cientos de miles fueron esterilizados, con o sin consentimiento —la mayoría en la Alemania nazi, los Estados Unidos y los países nórdicos—. Muchos con diagnóstico de esquizofrenia fueron asesinados en el régimen nazi junto a otras personas etiquetadas como «mentalmente ineptas» como parte del programa Aktion T4.
Desde la semiología, Klaus Conrad hizo un gran aporte, al publicar en 1954: La esquizofrenia incipiente, donde distingue, y aún hoy se mantiene en uso, ciertas fases del curso de la patología bajo el concepto de esquizofrenia incipiente. En algunos trabajos sobre drogas, se han apuntado cosas como que: 'Quienes tienen predisposición a la esquizofrenia no deben consumir Cannabis' —u otros alucinógenos—, pero nunca ha existido una definición operativa de las personas: 'Predispuestas o en riesgo de padecer esquizofrenia', y la etiqueta diagnóstica: 'preesquizofrenia', ha desaparecido de la gnoseología psiquiátrica vinculada a los manuales DSM. Sin embargo, en los años 1950 y 1960, la literatura psiquiátrica estaba llena de artículos que sugerían que las causas de la psicosis se relacionaban con, interacciones complicadas entre el id-superyó-ego, la debilidad del yo, la regresión, y perturbadas relaciones madre-hijo.
A principios de los años 1970, los criterios diagnósticos de la esquizofrenia fueron objeto de una serie de controversias que eventualmente llevaron a los criterios operativos utilizados hoy en día. Se hizo evidente después del estudio diagnóstico UK-USA de 1971 que la esquizofrenia se diagnosticaba en mucha mayor medida en los Estados Unidos que en Europa. Esto se debió en parte a los criterios de diagnóstico más flexibles en los EE. UU., donde se utilizó el manual DSM-II (1968) y siguientes, o los RDC (Research Diagnostic Criteria) de finales de los 70, en contraste con Europa y su CIE-9. El estudio realizado por David Rosenhan en 1972, publicado en la revista Science con el título Sobre estar cuerdo en centros para locos, llegó a la conclusión de que el diagnóstico de esquizofrenia en los EE. UU. es a menudo subjetivo y poco fiable, no obstante el estudio de Rosenhan ha sido controversial y recientemente se ha puesto en duda la veracidad de sus resultados . Estos son algunos de los factores conducentes a la revisión no solo del diagnóstico de esquizofrenia, sino de todo el manual de DSM, lo que conllevó a la publicación del DSM-III en 1980. Desde la década de 1970 se han propuesto y evaluado más de 40 criterios de diagnóstico para la esquizofrenia.
También en la Unión Soviética utilizaron el diagnóstico de esquizofrenia con fines políticos. El notorio psiquiatra soviético Andrei Snezhnevsky creó y promovió una nueva subclasificación de la esquizofrenia, la de progresión lenta. Este diagnóstico se utilizó para desacreditar y encarcelar rápidamente a los disidentes políticos, con el fin de prescindir de un proceso judicial potencialmente incómodo. Una serie de disidentes soviéticos denunciaron esta práctica ante los occidentales en 1977, la Asociación Mundial de Psiquiatría condenó la práctica Soviética en el Sexto Congreso Mundial de Psiquiatría. En lugar de defender su teoría de que una probable forma latente de la esquizofrenia causaba que los disidentes se opusieran al régimen, Snezhnevsky rompió todo contacto con el Occidente en 1980, renunciando a sus cargos honoríficos en el extranjero.

## Epidemiología

Años de vida potencialmente perdidos por la esquizofrenia por cada 100 000 habitantes en 2002.
sin datos
≤ 185
185–197
197–207
207–218
218–229
229–240
240–251
251–262
262–273
273–284
284–295
≥ 295

Se cree que la esquizofrenia afecta principalmente a la cognición, pero también suele contribuir a la aparición de problemas crónicos de comportamiento y emoción. Las personas con esquizofrenia pueden tener trastornos adicionales, incluyendo depresión y trastornos de ansiedad. Aproximadamente entre el 5 % y el 40 % de los pacientes esquizofrénicos han consumido drogas al menos en una ocasión durante sus vidas. En estos enfermos son corrientes ciertos problemas sociales, como el desempleo de larga duración, la pobreza y la falta de hogar. 

### Prevalencia mundial
La prevalencia de la esquizofrenia —la proporción de personas en una población en las que se diagnostica una enfermedad— se ha establecido que es de alrededor del 1 % de la población, con escasas variaciones entre los países. Sin embargo, una revisión sistemática de numerosos estudios encontró en 2002 una prevalencia de vida de 0,55 %. Desde entonces, también se ha documentado una prevalencia menor de esquizofrenia en países en vías de desarrollo. Los inmigrantes a los países desarrollados muestran un aumento de las tasas de esquizofrenia, riesgo que se extiende a la segunda generación. El análisis de un total de 1.721 estimaciones de 188 estudios que abarcan 46 países, calculó la mediana de las estimaciones de prevalencia en 4,6 por 1000 para la prevalencia puntual, definida como la prevalencia durante cualquier intervalo de menos de un mes; 3,3 para la prevalencia de período, definida como la prevalencia durante un período de 1 a 12 meses; 4,0 para la prevalencia de vida o la proporción de individuos en la población que alguna vez manifestará la enfermedad y que están vivos en un día determinado; y el 7,2 de cada 1000 individuos para el riesgo mórbido de por vida, el cual intenta incluir toda la vida de una cohorte de nacimientos, tanto del pasado como del futuro, e incluye a los fallecidos en el momento de la encuesta. Estas cifras sugieren que el estimado de 0,5-1 % para la prevalencia publicada en muchos libros de texto es una sobreestimación. El análisis sistemático de la realidad sugiere que es algo inferior, y los autores sugieren que es más preciso decir que alrededor de 7 a 8 por cada 1000 personas se verán afectadas. Más aún, algunos estudios han demostrado que la prevalencia de la esquizofrenia varía dentro de los países y a nivel local y de suburbios.

### Antecedentes familiares
La prevalencia de la esquizofrenia se incrementa al 10 % en los parientes de primer grado de sujetos con esquizofrenia, índice aún más alto en familias con varios miembros que presentan la enfermedad. La incidencia de la esquizofrenia aumenta cuando la consanguinidad es más estrecha; cuando la similitud genética es del 50 %, la incidencia oscila entre 8 % y 14 %; pero cuando la similitud es mayor, la incidencia se eleva hasta alcanzar entre 39 % y 47 %. Hay evidencia de que la heredabilidad genética de la esquizofrenia está por aproximadamente el 80 %. Se ha propuesto que en la descendencia de dos esquizofrénicos, un tercio serían esquizofrénicos, otro tercio 'excéntricos' y solo un tercio 'normales' (UCM).

### Morbilidad y mortalidad
Se sabe que la esquizofrenia es una de las principales causas de discapacidad. En un estudio de 1999 de 14 países, la psicosis activa ocupa el tercer lugar después de la parálisis cerebral y la demencia, y por delante de la paraplejía y la ceguera.
Las personas con esquizofrenia tienen un riesgo de suicidio del 10 %. La mortalidad también aumenta a causa de enfermedades médicas, debido a una combinación de estilos de vida poco saludables, los efectos secundarios de la medicación, y una baja calidad de atención sanitaria. Debido a estos factores, la esperanza de vida de estos pacientes es de 10 a 12 años inferior a la de la población sana (véase epígrafe sobre pronóstico).

### Factores demográficos
No hay pruebas claras de la influencia del género o de la etnia en la incidencia de la enfermedad, mientras que el clima, la cultura o la clase social pueden influenciar la aparición de esquizofrenia en sujetos genéticamente susceptibles, y en algunas características de su cuadro clínico.
La mayor tolerancia de la comunidad frente a la enfermedad mental en el medio rural, ya de por sí menos estresante y con unos requisitos más sencillos para la vida cotidiana, influyen en la prevalencia y sintomatología de estos procesos.

#### Género
La esquizofrenia tiene más prevalencia en hombres que en mujeres (relación 1,4:1). A su vez, existen evidencias de que el pronóstico es mejor en mujeres, relacionándose este dato con una tendencia a un inicio más tardío en ese sexo, probablemente por el efecto antidopaminérgico del estrógeno. Generalmente aparece antes en los hombres: el pico de aparición son las edades 20-28 años para los hombres y 26-32 años para las mujeres. Las mujeres también suelen tener mejor respuesta a los tratamientos.

#### Edad
Los niños mayores de cinco años pueden desarrollar esquizofrenia, pero es muy raro que esta enfermedad se presente antes de la adolescencia, como lo es también su inicio en la tercera edad. Algunos niños que desarrollan esquizofrenia tienen peculiaridades de la personalidad o del comportamiento que preceden a la enfermedad. Los síntomas comunes en los adultos, las alucinaciones y los delirios, son extremamente raros antes de la pubertad.
Detección temprana
La esquizofrenia como diagnóstico en la edad temprana implica una cantidad de procedimientos para poder ser detectada, más no descartada de posible alteración neurobiológica en la infancia. Identificarlo en menores de 12 años se puede acomplejar en las primeras fases, pero logra apreciarse en el comportamiento y método que se emplee en el tratante.
Generalmente, la esquizofrenia en la infancia tiene mayor probabilidad de ser desarrollada en niños con familiares que tengan un historial respectivo que un niño que no tenga algún par que padezca de esquizofrenia.
La detección de esta en la infancia va acompañada de un equipo de procedimientos, primero se dan exámenes físicos, para descartar las posibilidades que estos síntomas los produzca otro tipo de padecimiento que el infante pueda estar llevando en su cuerpo, luego pruebas de detección, los cuales pueden ser de sangre (para descartar uso de drogas o alcohol), o estudios por imágenes como lo son las radiografías, evaluaciones psiquiátricas, lo cual está más cercano a la posibilidad de estar padeciendo algún tipo de problema neuronal o cerebral, en estos exámenes se busca observar los patrones de comportamiento, hacia el mismo individuo y hacia otras personas, capacidades de pensamiento y comportamiento, entre otros; finalmente y si ya han sido descartadas las posibilidades mencionadas anteriormente, se realiza el examen pertinente para diagnosticar la esquizofrenia como tal. Si la esquizofrenia es detectada y comprobada, se debe medicar y tratar de por vida dado que los síntomas suelen ser inestables, es decir, puede que con el tiempo y con el uso constante y necesario de los medicamentos, se crea que ya no se tienen síntomas y la esquizofrenia ya no está, pero lamentablemente los síntomas que ya existen en el infante siempre van a pertenecer a él.
Es posible que los síntomas se agraven o se pongan más fuertes, casi como ataques o crisis en donde existan golpes hacia otros y hacia sí mismo, si esto sucede, es recomendable que se mantenga hospitalizado al infante pues aquí se encontrará más seguro y siendo controlado por especialistas en esta área y con los medicamentos necesarios, de esta manera los síntomas serán tratados de forma inmediata, se garantiza el cuidado del infante y una adecuada preocupación de la alimentación e higiene de este.
Su equipo de acompañamiento puede estar distribuido por:
1. Psiquiatra
2. Psicólogo
3. Trabajador social
4. Psicoterapia (familiar y/o individual)
5. Pediatra
6. Hospitalización

La psicoterapia anteriormente descrita, está catalogada en dos opciones de relevancia para su estudio, detección y tratamiento, estas mencionadas como:
Psicoterapia individual: Con el fin de que el infante logre manejar su nivel de estrés, la presión y complejidades que pueda traer consigo en su vida diaria, por tanto, se le otorga la comprensión del diagnóstico y que aprenda a tener un tratamiento donde pueda sobrellevarlo.
Psicoterapia familiar: Otro aporte referente al control del estrés causado en el niño, mejorando la comunicación, el entendimiento y la resolución de conflictos que se generen en el ámbito familiar, respecto a la relación, el comportamiento y actuar del infante.

#### Socioculturales
Un hallazgo estable y reproducible demostró una asociación entre vivir en un medio ambiente urbano y el diagnóstico de esquizofrenia, incluso después de controlar factores de sesgo estadístico tales como el uso de drogas, el grupo étnico y el tamaño del grupo social.
En los países desarrollados los pacientes con esquizofrenia suelen tener niveles socioeconómicos bajos. Igualmente suele pronosticarse la mala adaptación social a largo plazo en aquellos pacientes que perciben que su red social se está desintegrando, sea cierto o no. Ronald D. Laing, que en el título de su obra: El yo dividido. Estudio de la cordura y la locura, de 1960, ISBN 84-375-0022-2, repitió el concepto más arcaico sobre este trastorno, y Morton Schatzman, resumieron estos factores comunitarios en un librillo que en español se llamó: Esquizofrenia y presión social (Tusquets ed, 1972, ISBN 84-7223-528-9).

#### Alimentación
Durante la Segunda Guerra Mundial, decayó el consumo de trigo y otros cereales como consecuencia de la escasez de suministros. El análisis de las admisiones en hospitales psiquiátricos de cinco países demostró un descenso en los ingresos por esquizofrenia, que se correlacionó con el porcentaje de disminución en el consumo de trigo. Por el contrario, en los Estados Unidos, donde hubo un incremento en el consumo de trigo, las admisiones por esquizofrenia aumentaron, por lo que se formuló la hipótesis de que la esquizofrenia es poco frecuente si el consumo de cereales es raro.
Esta hipótesis fue corroborada posteriormente por un estudio antropológico en las Islas del Pacífico Sur, que demostró que la prevalencia de esquizofrenia era baja en países con bajo consumo de trigo y aumentó con la introducción del trigo, la cebada, la cerveza y el arroz en las dietas.
Actualmente, se ha demostrado la relación de la esquizofrenia en una parte de pacientes con el consumo de gluten, independientemente de la predisposición genética, es decir, tanto en celíacos como en no celíacos.

## Etiología
La causa de la esquizofrenia permanece desconocida, y posiblemente no sea única. Lo más probable es que varios factores intervengan en su aparición, tal como el estrés ambiental, y ciertas condiciones psicosociales. Aunque múltiples investigaciones apuntan a un origen orgánico del trastorno, todavía se carece de un modelo consensual que explique su variada sintomatología clínica, por lo cual se clasifica dentro de los «trastornos funcionales» y no puramente «orgánicos», como la enfermedad de Alzheimer. En vista de que los síntomas positivos de la esquizofrenia son atenuados por medicamentos adecuados, se reconoce implícitamente una base no solo funcional, sino también neurológica del trastorno. Además, se sabe con certeza que en la esquizofrenia aparece un exceso de dopamina, un neurotransmisor cerebral.

### Hipótesis multifactoriales
Algunos autores consideran a la esquizofrenia como «psicosis endógena», y a veces se la agrupa junto a la psicosis maníaco depresiva, también considerada «endógena». El término endógeno derivó de la idea de «degeneración» como «desviación malsana de un individuo», surgida en el siglo XIX, asociándola fuertemente a la idea de predisposición genética hereditaria degenerada. Posteriormente lo «endógeno» fue modificándose hacia la idea de disposición, más que «degeneración», y luego designó simplemente un origen desconocido, una psicosis sin base somática conocida, aunque se deja entrever que probablemente la tenga. Aunque es un desafío delimitar bien el trastorno —dado que muchas otras enfermedades pueden presentar síntomas similares a la esquizofrenia, entre ellas el trastorno afectivo bipolar, la depresión, y otros síndromes delirantes—, hay evidencia suficiente que sugiere que en la esquizofrenia existe una vulnerabilidad genética sobre la que actúan estresores ambientales para, finalmente, desencadenar la condición. La idea de una vulnerabilidad intrínseca, denominada diátesis, presente en algunas personas, puede conllevar a un deterioro psicótico por intermedio de estresores biológicos, psicológicos o medioambientales, una teoría integradora conocida como el «modelo de diátesis-estrés». La evidencia sugiere que, aunque la esquizofrenia tiene un importante componente genético hereditario, el inicio del cuadro está significativamente influenciado por factores ambientales o de estrés. La idea de que los factores biológicos, psicológicos y sociales son todos importantes, se conoce como el «modelo biopsicosocial».
Sin embargo, el peso relativo de cada uno de estos factores está lejos de ser precisado y es objeto de continuos debates. La esquizofrenia probablemente derive de un tipo de herencia bastante complejo. Varios genes que se han propuesto como candidatos probablemente interactúen entre sí, originando la vulnerabilidad para el trastorno, o posiblemente estén en la base de algunos de sus elementos que en conjunto permiten el diagnóstico. Aunque no se hayan encontrado mutaciones responsables del desarrollo de la enfermedad, tras múltiples ensayos de análisis de ligamiento, se han detectado dos posibles genes candidatos involucrados en dicho carácter genético: DTNBP1 (disbindina), que codifica una proteína cerebral sináptica de función desconocida; y NRG1 (neuregulina 1), una proteína que induce mielinización favoreciendo la plasticidad sináptica.

### Aspectos genéticos

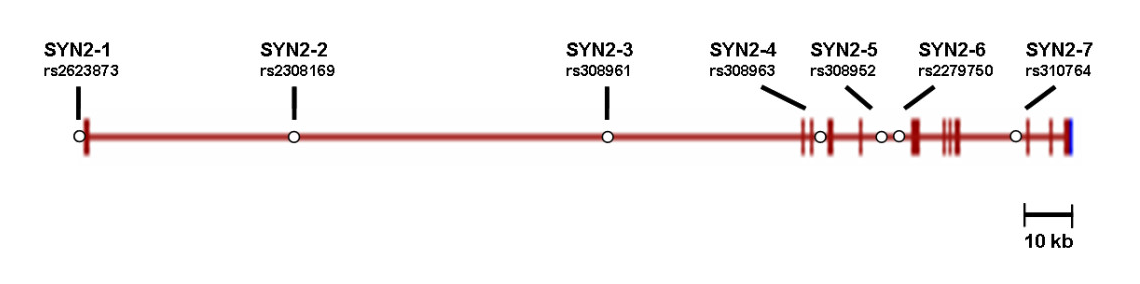
Organización del gen SYN2, uno de los genes donde se sospecha ocurre un polimorfismo de nucleótido simple asociado a la esquizofrenia.

Hay evidencia sobre la heredabilidad de la esquizofrenia, que ha llegado a estimarse por sobre un 80 % y hasta un 87 %. Aun así, la investigación actual estima que el ambiente juega un considerable rol en la expresión de los genes involucrados en el trastorno. Esto es, poseer una carga genética importante no significa que la condición vaya a desarrollarse necesariamente. La mejor prueba de ello son las tasas de concordancia genética, es decir, la proporción de parejas de gemelos en que ambos tienen la condición, que se han estimado en alrededor de un 48 % para gemelos monocigóticos y un 4 % para gemelos dicigóticos. Esto es, en el 48 % de las parejas de gemelos monocigóticos los dos coinciden en el diagnóstico. Esto indica la alta heredabilidad de la esquizofrenia, pero también muestra la enorme influencia del ambiente, ya que el resto de las parejas gemelas solo tienen a un miembro con la condición, a pesar de que los gemelos monocigóticos comparten la casi totalidad de sus genes. Los estudios aún están sujetos a interpretación.
Un campo abierto a la investigación actual y de rápido y continuo desarrollo es la genética molecular, que ha tratado de identificar los genes que pueden elevar el riesgo de desarrollar una esquizofrenia. Sus resultados aún son frágiles, y es claro que pueden variar en los próximos años. La búsqueda de genes y loci cromosómicos ha sido lenta y frustrante, probablemente porque existen múltiples genes de susceptibilidad, cada uno con un efecto pequeño, que actúa ligado a procesos epigenéticos y factores ambientales. La investigación también ha sido dificultosa por problemas prácticos, como la ausencia de formas monogénicas o mendelianas de herencia, y la ausencia de un diagnóstico neuropatológico u otros marcadores biológicos del o los síndromes. Frente a dichas adversidades, se ha logrado establecer la susceptibilidad de alteraciones genéticas en regiones cerebrales concretas, más específicamente, en subpoblaciones celulares determinadas como son las neuronas glutamatérgicas excitadoras de la corteza e hipocampo así como en interneuronas inhibitorias corticales y neuronas espinosas mediales inhibidoras (principales neuronas del estriado). Estas alteraciones genéticas pueden abarcar tanto términos postsinápticos como presinápticos, implicados en la organización, desarrollo, diferenciación y transmisión de las sinapsis así como en la integridad de axones y dendritas.
Entre los genes involucrados, se ha notado la ausencia de CACNA1B y DOC2A en pacientes con esquizofrenia, que son genes que codifican proteínas de señalización mediados por calcio en la excitación de neuronas. Otros dos genes, RET y RIT2, que se hallan implicados en la formación del tubo neural, presentan variantes específicas en pacientes con esquizofrenia. Existe evidencia sustancial, aunque no incontrovertible, de que el gen de la Neurregulina 1 (NRG1), en el brazo largo del cromosoma 8, estaría implicado en la susceptibilidad a la esquizofrenia.
Estudios de ligamiento y de asociación del genoma han relacionado múltiples genes con una mayor susceptibilidad de padecer esquizofrenia, como es el caso de Neurorregulina 1, cuya región 5’ parece ser la más consistentemente asociada con la enfermedad. Se trata de una proteína transmembrana que puede dar lugar a cortes proteolíticos, liberando fragmentos extracelulares, intracelulares, receptores transmembrana o proteínas señalizadoras unidas a membrana. Señaliza vía ErbB y regula receptores NMDA a través de PSD-95, estando implicada en la diferenciación neuronal y la migración, por lo que parece jugar un importante papel en el desarrollo del sistema nervioso. No obstante, su papel funcional en la esquizofrenia aún no está claro, aunque se postula que podría actuar bloqueando los receptores NMDA, de acuerdo con la hipótesis glutamatérgica.
La Disbindina (proteína de unión a distrobrevina I) también ha sido identificada como un gen asociado a la esquizofrenia. Se trata de una proteína muy abundante y ampliamente distribuida en el cerebro, principalmente en el hipocampo. Se ha observado que en cerebros post mortem de pacientes esquizofrénicos se encuentran bajos niveles de disbindina, posiblemente por la presencia de polimorfismos que alteren su expresión.
También se ha relacionado con esquizofrenia la presencia de alteraciones en el Activador D-Aminoácido Oxidasa (DAOA), el cual está implicado en la oxidación de la D-Serina que puede actuar como coagonista de los receptores de NMDA, pudiendo ser consistente con la hipótesis glutamatérgica.
Se ha hallado una fuerte asociación genética entre el cromosoma 22 y la esquizofrenia, concretamente se han encontrado delecciones de 1.5 a 3 Mb en el gen VCFS. Aproximadamente un 20-30 % de los pacientes con esquizofrenia presentan esta alteración. No obstante, el gen del cromosoma 22 que más atención ha recibido es el que codifica para la Catecol-O-metiltransferasa (COMT), en el que se han hallado mutaciones puntuales y delecciones.
Otro posible gen implicado es DISC1. Se han encontrado traslocaciones de este gen principalmente relacionadas con trastornos afectivos y trastornos esquizofrénicos. También se ha relacionado la presencia de un polimorfismo de este gen (S704C) que se ha relacionado con una función hipocampal alterada y trastornos cognitivos y de la memoria. Se trata de una proteína que interacciona con múltiples dianas implicadas en distintas funciones celulares, como la migración neuronal, la función sináptica, la extensión de las neuritas y la interacción con microtúbulos y proteínas del citoesqueleto, y factores de transcripción de factores de iniciación de la traducción del DNA, de modo que, de manera indirecta, DISC1 podría controlar todas estas funciones celulares.
En un estudio de asociación del genoma completo (GWAS) se han identificado 13 nuevos loci que podrían suponer un factor de riesgo para padecer esquizofrenia. En estos loci se encontró una elevada presencia de SNPs (Single Nucleotide Polymorfism) en los genes que codifican las subunidades de los canales de calcio tipo L CACNA1C (Cavα1c), CACNB2 (Cavβ2)y en los genes ACTR1A (α-centractina), CNNM2 (transportador de cationes divalentes), TNNC1 (troponina C), CALHM1, CALHM2 y CALHM3 (Genes moduladores de la homeostasis del calcio). También se encontraron gran cantidad de SNPs asociados a la región del MHC, concretamente en DRB9 y en la región intergénica DRA-DRB5, así como en regiones del genoma que codifican lincRNAs (Long intergenic non-coding RNAs) los cuales se sospecha que actúan como reguladores de la epigenética y del desarrollo.
Resulta destacable el hallazgo de SNPs en regiones hipersensibles a la acción de la DNAsa I, los cuales tienen un papel como marcadores para la apertura de la cromatina, regulando por tanto la expresión génica de determinadas regiones del genoma. No obstante, en este estudio, la región rica en SNPs más asociada con la esquizofrenia fue la encontrada a 39 kb upstream del gen miR137. Dicho SNPs podría controlar la transcripción del gen, alterando su actividad.
También se ha encontrado alta presencia de SNPs en el cromosoma 2 concretamente en C2orf69, C2orf47 y TYW5 y en otras 5 regiones como el locus del MHC (cromosoma 6) AS3MT-CNNM2-NT5C2 (cromosoma10), MAD1L1 (cromosoma 7), RP11-586K2.1 y TCF4 (cromosoma 18) y NLGN4X y MECP2 (cromosoma X).
En nuevos estudios GWAS más actuales se han complementado estos hallazgos con nuevos genes fuertemente asociados a la patología de la enfermedad como GRIN2A (subunidad del receptor NMDA glutamatérgico), SP4 (factor de transcripción que regula la abundancia de receptores NMDA y se expresa altamente en el cerebro), STAG1 (involucrado en el control de la segregación cromosómica y la regulación de la expresión génica) y FAM120A (proteína de unión al ARN). Además, con una menor significancia también se destacó el papel de los reguladores transcripcionales BCL11B, RERE, FOXP1 y MYT1L, alterados comúnmente en trastornos del desarrollo y trastornos del espectro autista.

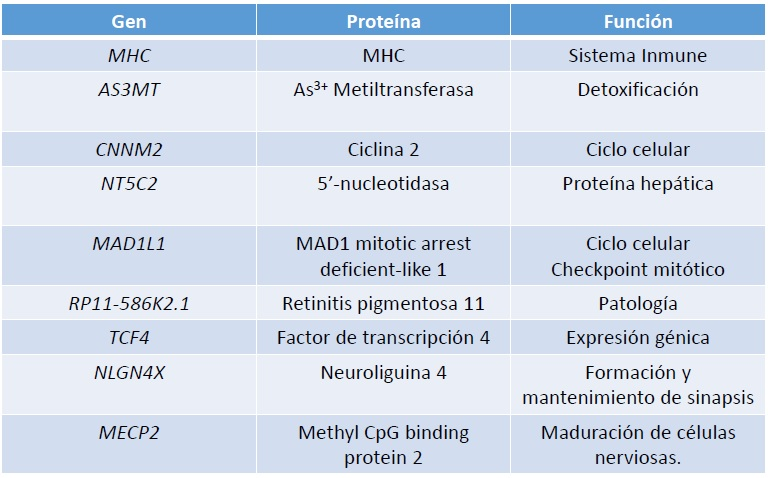
Genes con alta presencia de SNPs relacionados con una mayor predisposición para desarrollar esquizofrenia.

Se trata, por tanto, de una patología altamente poligénica, es decir, precisa la concurrencia de gran número de SNPs en distintos genes para presentar el fenotipo. Esto explicaría la baja utilidad de diagnosticar la patología mediante un análisis genético, ya que los casos, o individuos enfermos no podrían diferenciarse claramente de los individuos sanos o controles. Asimismo, se trata de una patología menos influenciable por factores externos respecto a otras enfermedades poligénicas como pueden ser el infarto de miocardio, la artritis reumatoide o la enfermedad celiaca.
Un hecho destacable es la aparente asociación entre los genes que predisponen a la esquizofrenia y a los trastornos bipolares, incluyendo varios genes candidatos prometedores como el gen G72/G30. Además de las evidencias genéticas, para Nil Kaymaz y Jim van Os el inicio de ambas tiene lugar entre la adolescencia y la edad adulta joven, con un inicio más temprano en los hombres, incidencias y prevalencias parecidas, factores de riesgo similares, estudios de neuroimagen que revelan cambios parecidos y algunas similitudes en los cuadros clínicos apoyan la interrelación de estas dos enfermedades, poniendo en crítica la clásica división entre esquizofrenia y bipolaridad o entre trastornos psicóticos afectivos y no afectivos en los manuales de diagnóstico DSM y el CIE.
Por otro lado, la esquizofrenia y el trastorno bipolar son indudablemente enfermedades heterogéneas, hecho planteado originalmente desde Kraepelin y reflejan ser la influencia de numerosos factores ambientales y genéticos. Por ejemplo, la posibilidad de padecer de esquizofrenia no aumenta si un familiar en primer grado es diagnosticado de enfermedad bipolar, como tampoco aumenta la posibilidad de tener una enfermedad bipolar si un familiar padece de esquizofrenia. Es probable que los trastornos esquizoafectivos, que poseen una sintomatología tanto esquizofrénica como afectiva en distintas proporciones, tengan en algunos casos una base genética. Sin embargo, los estudios de ligamiento de estos trastornos no han producido resultados concluyentes debido a la implicación de muchos genes con efectos pequeños. Estos resultados ponen de manifiesto algunas de las dificultades de estudiar enfermedades tan complejas.
Además de las asociaciones anteriores, mediante análisis GWAS se ha establecido correlación genética entre la esquizofrenia y la esclerosis lateral amiotrófica (ELA). Esto podría explicar la mayor tasa de esquizofrenia en familiares de pacientes con ELA.
Finalmente, se puede destacar la plataforma SCHEMA (Schizophrenia Exome Sequencing Meta-Analysis), consorcio genómico público que recoge numerosas variantes raras de la enfermedad.

### Factores prenatales

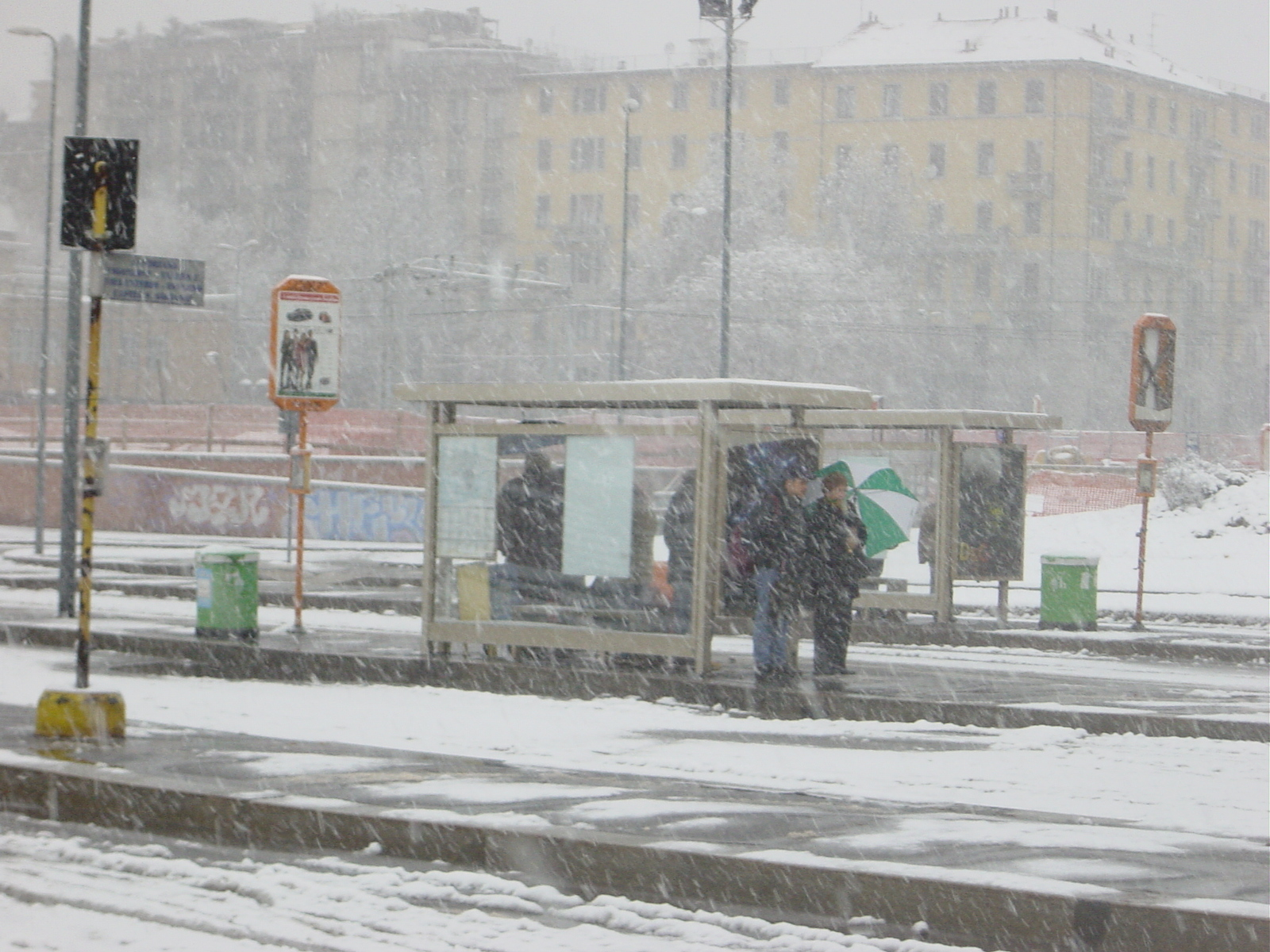
Nieve en Milán: Las personas esquizofrénicas que nacieron en la ciudad tienen una probabilidad más alta de haber nacido durante el invierno.

Algunos estudios han obtenido evidencia de que en ocasiones la esquizofrenia puede ser ocasionada por factores no genéticos. En los casos que no exista un trastorno esquizofrénico en la historia familiar de una persona esquizofrénica, es muy probable encontrar una historia de complicaciones en o alrededor del momento del nacimiento, tales como infecciones por virus influenza durante el primer trimestre del embarazo, desnutrición materna, o asfixia perinatal, teniendo como resultado mayor probabilidad de presentar los síntomas de esa enfermedad.
Se cree que algunos factores causales se reúnen a principios del desarrollo neurológico del individuo aumentando su riesgo de desarrollar esquizofrenia después del nacimiento. Un hallazgo curioso es que las personas diagnosticadas con esquizofrenia tienen más probabilidades de haber nacido en primavera o invierno, al menos en el hemisferio norte. Existen ahora pruebas de que la exposición prenatal a ciertas infecciones aumenta el riesgo de desarrollar esquizofrenia más tarde en la vida, proporcionando más evidencia de un vínculo entre ciertas enfermedades del desarrollo intrauterino y el riesgo de desarrollar la enfermedad.
Otro factor muy investigado es la posibilidad de una migración neuronal anormal durante el neurodesarrollo resultante en un defecto estructural que ocurre temprano en la vida y produce deficiencias que, junto con precipitantes ambientales, por ejemplo, el estrés, llevan a síntomas esquizofrénicos en la adolescencia y la edad adulta.

### Factores sociales
Se ha encontrado que el vivir en un medio urbano puede ser un factor de riesgo que puede contribuir al desarrollo de la esquizofrenia. Otro factor de riesgo es la desventaja social, tal como la pobreza y la migración relacionada con la adversidad social, la discriminación racial, la exclusión social, la disfunción familiar, el desempleo o las deficientes condiciones de vivienda. Ciertas experiencias vividas durante la infancia, incluyendo el abuso o traumatismos, también han sido implicadas como factores de riesgo de un diagnóstico de esquizofrenia más tarde en la vida. Mientras tanto, investigaciones realizadas por Paul Hammersley y John Read establecieron que aproximadamente dos tercios de pacientes con esquizofrenia han sufrido abusos físicos o sexuales durante la infancia. La línea del progenitor masculino o femenino no puede considerarse causal de la esquizofrenia de un vástago, pero las relaciones disfuncionales pueden contribuir a incrementar el riesgo de padecer esta enfermedad. Se han señalado las diferencias de incidencia según la edad de los progenitores en la concepción.
El psicoanálisis de Jacques Lacan sostiene que se trata de una «ruptura en la cadena significante», para identificar un modelo estético propio, es decir, una falla en la instauración de la «Ley Principal» o alternancia funcional entre inteligencia y afectividad que regula el desarrollo psicológico del niño y que produce un punto en el paciente esquizofrénico donde se da al inconsciente la estructura psíquica del trastorno. Muchos Post-Freudianos consideran que se trata de una falla en el maternizaje temprano, entre ellos, Viktor Tausk, Melanie Klein Paul C. Racamier, José Bleger, Harold Searles, Helene Deutsch y otros.
Las definiciones sociales como causa de la esquizofrenia difieren enormemente según las escuelas. Sigmund Freud consideró la esquizofrenia como una manifestación del «ego debilitado» e incapacidad para recurrir a las defensas del ego para afrontar los conflictos con las fuerzas instintivas del Ello. Adolf Meyer creía que la esquizofrenia era una respuesta a una serie de situaciones traumáticas de la vida un «deterioro de hábitos». Theodore Lidz menciona que durante los años formativos de sujetos esquizofrénicos, sus familias no eran, por lo general, felices, manifestando constantes conflictos y tensiones. Sigmud Freud calificó a las psicosis de 'Neurosis narcisistas'; privado el 'id' de proyectarse, de tener un afecto en un objeto externo, la libido se vuelve sobre sí misma, y se generarían unas satisfacciones delirantes y alucinatorias frente al bloqueo básico. Para Freud, las psicosis, especialmente la esquizofrenia, son inaccesibles al psicoanálisis. Existió también el diagnóstico: 'Psicosis inducida durante un psicoanálisis'. La época inicial, en que los psiquiatras intentaban hacer inteligibles los discursos de los psicóticos, e interpretarlos al modo que se interpretan los símbolos que en las ensoñaciones: 'realizan deseos', casi desapareció con la introducción de los medicamentos antipsicóticos eficaces.
Ramón Sarró Burbano, único discípulo directo de Sigmund Freud en España, divulgó el concepto que Henri Ey tomó de Moreau (de Tours), en su obra de 1845: Du haschisch et de l'alienation mentale, para el cual: "el sueño es en relación a la dormición lo que el delirio es al proceso generador de las psicosis y neurosis, es decir en ambos casos la actividad subsistente o positiva". Para Jacques Lacan, que introdujo el uso de la lingüística en la psiquiatría, todo discurso coherente sería un discurso psicótico, en tanto evidenciaría un conflicto con la realidad.[cita requerida] ('El seminario', Libro XI, 'Los cuatro conceptos fundamentales del psicoanálisis').

### Drogodependencia

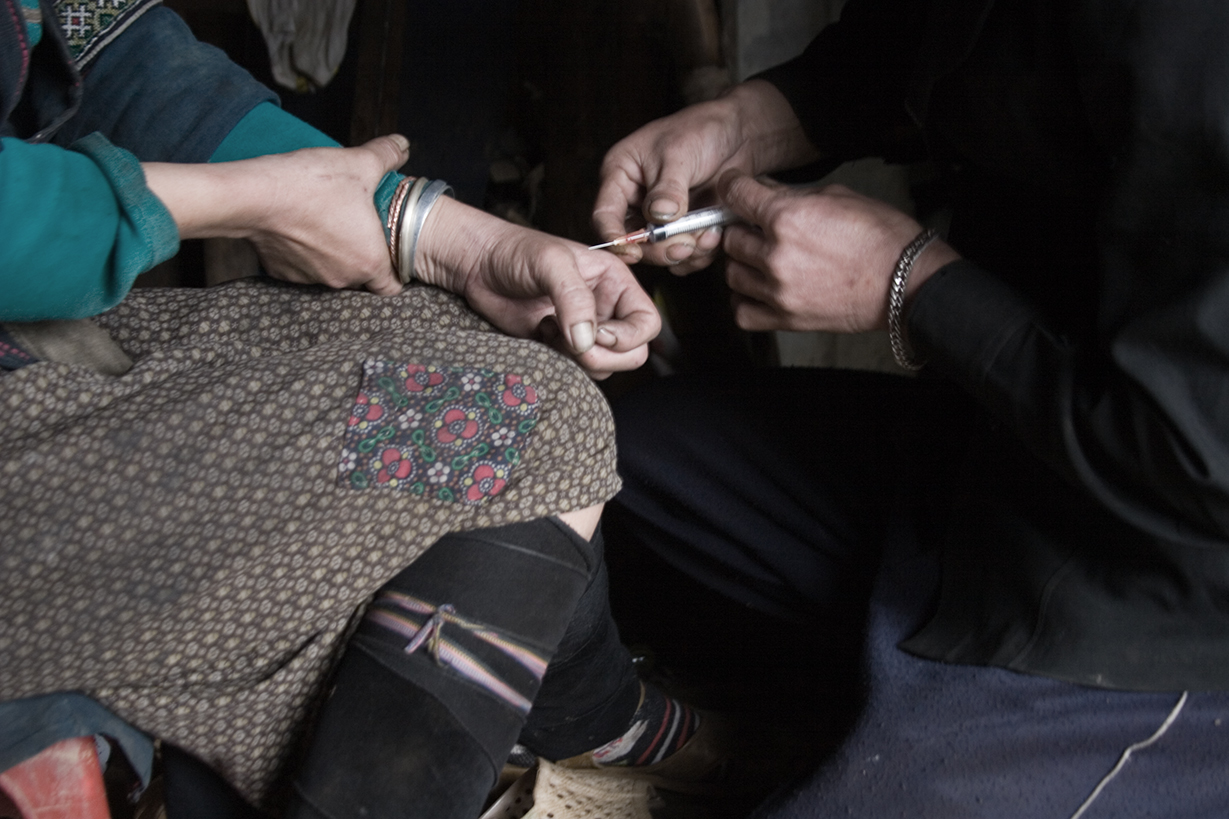
Las correlaciones biológicas entre toxicomanía y esquizofrenia tienen una base más clara en el caso de las drogas alucinógenas y anfetamínicas que en las opiáceas—como la heroína en el caso de la imagen—.

Aunque alrededor de la mitad de todos los pacientes con esquizofrenia abusan de drogas, ha sido difícil de demostrar una clara relación de causalidad entre el consumo de drogas y la esquizofrenia. Las dos explicaciones más apeladas para esta causalidad son que el uso de sustancias provoca esquizofrenia o que el uso de sustancias es una consecuencia de la esquizofrenia, y es posible que ambas sean correctas.

#### Cannabis
Actualmente hay suficiente evidencia científica para confirmar el efecto perjudicial del consumo diario de cannabis en la salud mental, especialmente de las variedades de alta potencia. Un metaanálisis de 2007 calcula que el consumo de cannabis está estadísticamente asociado con un aumento dosis-dependiente del riesgo de desarrollo de trastornos psicóticos, incluyendo la esquizofrenia. En un estudio de 2019 publicado en la revista The Lancet Psychiatry, por ejemplo, se confirma que el consumo de cannabis afecta la incidencia de trastornos psicóticos, incluyendo la esquizofrenia, al punto que puede afirmarse que el consumo de marihuana en la actualidad (año 2025) triplica el riesgo de contraer dicha enfermedad mental, debido al incremento de su contenido de THC en comparación con el pasado reciente. En un estudio publicado en abril de 2025 en la revista Scientific Reports, se afirma que el 42 % de las personas con esquizofrenia tienen trastorno de adicción a la marihuana.  En varias investigaciones, se comprobado incluso que el consumo diario de cannabis puede causar cambios epigenéticos en el consumidor, que a su vez pueden ser transmisibles a dos generaciones siguientes. Se reconocen, por tanto, los potenciales efectos adversos asociados con el consumo diario de cannabis, especialmente de las variedades de alta potencia en lo que a la salud mental se refiere.

#### Alcohol
Hay poca evidencia para sugerir que otras drogas como el alcohol causen la psicosis, o que los individuos psicóticos eligen fármacos específicos para su automedicación; existe cierto apoyo a la teoría de que se usan las drogas para hacer frente a los estados desagradables como la depresión, la ansiedad, el aburrimiento y la soledad.
La adicción alcohólica comórbida con esquizofrenia en hombres y mujeres se relaciona con un mal cumplimento del tratamiento psicofarmacológico y con tasas más altas de hospitalización, comparada con esquizofrenia sola y puede tener un curso extraordinariamente desfavorable debido al hecho de que la adicción alcohólica lleva a una reducción de las funciones sociales y cognitivas.

### Conexión intestino-cerebro
Existe la hipótesis de que la enfermedad celíaca o una anomalía en la absorción intestinal, podrían ser causantes de una parte de los casos de esquizofrenia. Numerosos trabajos apuntan a la susceptibilidad de padecer ambas enfermedades en el mismo paciente, incluso en varios miembros de la misma familia. Sin embargo, otros autores no han podido demostrar dicha asociación. Los primeros informes sobre la asociación entre la esquizofrenia y la enfermedad celíaca datan de la década de 1960.
En diversos estudios, se ha observado una reducción drástica e incluso la remisión completa de los síntomas de la esquizofrenia después de la retirada del gluten de la dieta y la agudización o reaparición de los síntomas tras su ingesta. Sin embargo, esto solo se produce en una parte de los pacientes esquizofrénicos.
El mecanismo exacto que subyace a la mejoría de los síntomas de la esquizofrenia observada con la dieta sin gluten aún no ha sido aclarado. Se han propuesto mecanismos inmunológicos, incluyendo la afirmación de que un subgrupo de pacientes esquizofrénicos sufre de intolerancia alimentaria y se beneficia de la adopción de una dieta sin gluten.
Se ha demostrado la elevación de péptidos urinarios en pacientes esquizofrénicos y autistas. La elevación de péptidos sanguíneos, entre los que se incluyen ciertos opioides, podría ser ocasionada por una excesiva absorción de exorfinas a nivel intestinal, como consecuencia de un aumento de la permeabilidad intestinal. Este incremento de opioides, que pueden atravesar la barrera hematoencefálica, podría inhibir la normal maduración del sistema nervioso central a nivel sináptico desde edades tempranas, ocasionando disfunciones posteriores. Los mismos opioides podrían ser responsables del aislamiento social, característico tanto de la esquizofrenia como del autismo.
El hallazgo de anticuerpos del tipo IgG contra antígenos alimentarios se considera una evidencia indirecta del aumento de la permeabilidad intestinal. Varios estudios confirman la alta prevalencia de anticuerpos antigliadina entre las personas con esquizofrenia, que se consideran un indicador de la presencia de una sensibilidad al gluten no celíaca (SGNC).
En el caso de que la sensibilidad al gluten no celíaca fuera la causa de la aparición de los síntomas de la esquizofrenia en un subgrupo de pacientes, no solo el tratamiento para estas personas sería más fácil y más eficiente que los neurolépticos, sino que también mejoraría su calidad de vida.

### Otras hipótesis
Algunos autores afirman que el agrandamiento progresivo de los ventrículos laterales, reducciones en las sustancias blanca y gris de los lóbulos frontal y temporal, entre otros hallazgos en los cerebros de pacientes con esquizofrenia no descarta un proceso neurodegenerativo, por lo que sigue siendo estudiada bajo esa premisa, como la enfermedad de Parkinson y la depresión. El deterioro estructural podría ser consecuencia de la esquizofrenia o una causa predisponente.
La hipótesis que postula una asociación entre la esquizofrenia con la respuesta inmune no es nueva, pero solo ahora con los avances de la biología molecular comienza a ser evaluada. El primer estudio epidemiológico a gran escala en la Psiquiatría de Dinamarca, demuestra claramente que infecciones graves y trastornos autoinmunes padecidos a lo largo de la vida pueden ser factores de riesgo para el desarrollo de la esquizofrenia. Algunos investigadores en el área de la inmunogenética se han abocado a demostrar la influencia del complejo Antígeno Leucocitario Humano (HLA) en algunas enfermedades psiquiátricas, incluyendo la esquizofrenia. Varios estudios han implicado de forma sistemática al cromosoma 6p22.1, donde se encuentra localizado el HLA.
Otros hallazgos sugieren que la esquizofrenia se acompaña de alteraciones metabólicas previas a la administración de medicamentos. Mientras tanto, se ha visto una gran variedad de diferencias endocrinas entre pacientes esquizofrénicos y los sujetos normales, pero aún no se ha demostrado que alguna de estas variables sea significativa.
Se ha sugerido que la esquizofrenia está asociada a una reducción de la actividad metabólica de la corteza prefrontal y a un aumento en el lóbulo temporal. En los estudios de neuroimagen, se ha demostrado una pérdida de volumen del sistema nervioso central y una activación microglial, lo que apoya la hipótesis de un proceso neuroinflamatorio de bajo nivel.
La esquizofrenia está relacionada con la infección de la toxoplasmosis o la borreliosis de la enfermedad de Lyme.
Existen casos en que los únicos síntomas de un accidente cerebrovascular son las alteraciones sensoperceptivas, visuales o auditivas, los trastornos conductuales, y el deterioro cognitivo, conformando un cuadro que puede fácilmente confundirse y diagnosticarse como esquizofrenia. Algo similar ocurre en el caso de la infección neurológica posictal, que muchas veces no se diagnostica por imagen, y con los síntomas psicóticos originados por infecciones y otras lesiones del SNC, cuyas manifestaciones pueden englobarse en lo que se conoce como: 'Delirium', pero suelen ser reversibles, al menos parcialmente, una vez resuelto el proceso que indujo su manifestación.
La incompetencia médica es un factor muy importante a tener en cuenta para las familias de los pacientes afectados [cita requerida]. Un tratamiento con antipsicóticos puede empeorar los síntomas de demencia, y los antipsicóticos aumentan el riesgo de sufrir un primer o nuevo ictus; en España, para recetar dentro de la seguridad social antipsicóticos a pacientes de más de 70-75 años, exigen un visado específico de los inspectores.[cita requerida] Se recomienda consultar a un neurólogo, y hay quien propone tratar el problema con supuestos vasodilatadores cerebrales, neuroprotectores, u otros productos sin una indicación aprobada en estos procesos, hoy se tiende a considerar que los médicos suelen infravalorar el peso de los síntomas, por lo que se va dando más peso a que el mismo paciente pueda determinar si hay o no mejoría. Los traumatismos craneales cerrados, como los que tienen lugar en la práctica de bastantes deportes, serían posibles factores causales de diversos trastornos mentales.

## Patogenia
Se ha visto que una serie de mecanismos psicológicos están implicados en el desarrollo y el mantenimiento de la esquizofrenia. Los últimos hallazgos indican que muchas personas diagnosticadas con esquizofrenia son emocionalmente muy sensibles, especialmente frente a estímulos negativos o estresantes, y que esa vulnerabilidad puede causar sensibilidad a los síntomas o al trastorno. Algunos datos indican que el contenido de las creencias delirantes y experiencias psicóticas pueden reflejar causas emocionales de la enfermedad, y que la forma en que una persona interpreta esas experiencias puede influir en la sintomatología. El uso de «conductas de seguridad» para evitar las amenazas imaginadas puede contribuir a la cronicidad de los delirios. Otra prueba del papel que juegan los mecanismos psicológicos proviene de los efectos de las terapias sobre los síntomas de la esquizofrenia.

### Anormalidades de la neurotransmisión

#### Dopamina

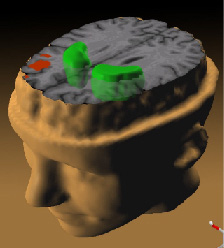
La tomografía por emisión de positrones (TEP) en el momento de una tarea de memoria, indica que cuanto menos se aceleran los lóbulos frontales (en rojo), más observamos un aumento anormal de actividad de la dopamina en el striatum (en verde), que estaría relacionada con los déficit cognitivos de un paciente con esquizofrenia.

La hipótesis dopaminérgica considera que los síntomas positivos de las psicosis, como la esquizofrenia, están causados por una hiperactividad de las neuronas dopaminérgicas mesolímbicas. Se considera también que la deficiencia de la dopamina o el bloqueo de los receptores dopaminérgicos tipo D2 en la vía dopaminérgica mesocortical es la responsable de los síntomas negativos. Su primera formulación se debió a Salomón Snyder en 1975.
Se ha prestado atención especial al papel de la dopamina en las neuronas de la vía mesolímbica del cerebro. La dopamina se ha implicado desde hace más tiempo que cualquier otra sustancia química en los estudios de los neurotransmisores en la esquizofrenia. Este enfoque es el resultado en gran medida del hallazgo accidental de que un medicamento que bloquea el grupo funcional de la dopamina, conocido como las fenotiazinas, era capaz de reducir los síntomas psicóticos del esquizofrénico. También se apoya con el hecho de que las drogas psicotrópicas, como la cocaína y las anfetaminas, provocan la liberación de la dopamina y suelen exacerbar los síntomas psicóticos en la esquizofrenia. La «hipótesis dopaminérgica de la esquizofrenia», propone que el exceso de activación de los receptores D2 es la causa de los síntomas positivos de la esquizofrenia. Aunque se postuló la teoría durante unos 20 años, basada en el bloqueo D2 (que es el efecto común de todos los antipsicóticos), no fue sino hasta mediados de los años 1990 que estudios de imágenes provenientes del TEP y TEPS proporcionaron pruebas en su favor, verificando un aumento de receptores dopaminérgicos en esquizofrénicos.
Esta hipótesis se encuentra relacionada con la hipótesis glutamatérgica, ya que una hipofunción en la actividad de receptores NMDA podría ser responsable de una situación hiperdopaminérgica debido a que el flujo de dopamina aumenta tras el tratamiento con agentes
antagonistas de NMDA y, por otra parte, agentes antipsicóticos atípicos revierten los efectos psicomiméticos producidos por PCP y ketamina.

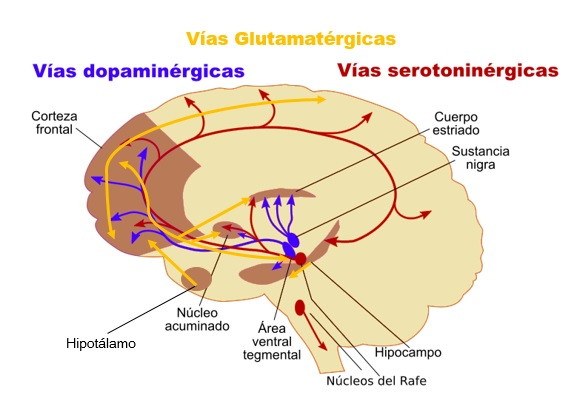
Dibujo de corte sagital de cerebro humano, que representa las principales vías de neurotransmisión afectadas en la esquizofrenia.

#### Serotonina
Actualmente se piensa que la hipótesis de la dopamina es excesivamente simplista debido a la aparición de fármacos más nuevos llamados antipsicóticos atípicos, como la clozapina, pueden ser igualmente eficaces que los antipsicóticos típicos, que son más antiguos. Los antipsicóticos atípicos tienen la cualidad de afectar la función de la serotonina y puede que tengan un efecto menor en el bloqueo de la dopamina. Esto ha llevado a plantear la hipótesis serotoninérgica de la esquizofrenia, en la que se presume que este neurotransmisor también juega un papel importante en su afección. Las hipótesis propuestas para explicar el papel de la serotonina en la esquizofrenia hacen referencia a alteraciones en la función de la serotonina durante el desarrollo del sistema nervioso central, la activación de la corteza prefrontal por medio de un receptor 5HT2A que está alterado, o bien a una interacción aberrada entre la dopamina y la serotonina.
Mientras tanto, hallazgos por parte de Williams y colaboradores apuntan a una vinculación entre una variabilidad genética del receptor de la serotonina y la esquizofrenia, sin embargo, su presencia no es suficiente como para poder causarla.

#### Glutamato
También se ha notado gran interés en el neurotransmisor glutamato y la reducción de la función de los receptores de glutamato NMDA en la esquizofrenia. Esto ha sido sugerido por los niveles anormalmente bajos de receptores de glutamato en cerebros post mortem de personas previamente diagnosticadas con esquizofrenia. Esta hipótesis deriva de la observación del efecto de diversos antagonistas de los receptores de glutamato de tipo NMDA como la ketamina, la fenciclidina o el MK-801, los cuales mimetizan numerosos síntomas, tanto positivos como negativos y cognitivos, de la esquizofrenia en individuos adultos sanos y agravan los síntomas en individuos esquizofrénicos. Esta hipótesis se ha visto reforzada por el descubrimiento de varios genes de susceptibilidad relacionados con las vías glutamatérgicas (G72, NRG1, GRIA4, GRM3, GRM8, GRIN2D, o GRIN2A).
La hipótesis glutamatérgica y la dopaminérgica no son mutuamente excluyentes, ya que la liberación de glutamato está regulada por receptores presinápticos de dopamina D2 en las vías corticolímbicas y corticoestriatales. De ello se deriva que la elevación de los niveles de glutamato o de su coagonista glicina pueda ser beneficiosa en el tratamiento de la enfermedad.
La hipótesis glutamatérgica, además se ha visto refrendada por estudios en animales genéticamente modificados en el sitio de unión de glicina en NMDAR1. Estos animales muestran alteraciones en procesos de potenciación a largo plazo (LTP) y de aprendizaje. De modo que los resultados obtenidos de estos estudios, junto con otros datos derivados de la clínica, apoyan el papel de los receptores NMDA en esquizofrenia, y el convencimiento de que agentes capaces de potenciar la actividad de receptores NMDA pueden mejorar los síntomas positivos, negativos y cognitivos de la enfermedad.
El hecho de que la reducción en la actividad del glutamato esté vinculada con los malos resultados en pruebas que requieren la función del lóbulo frontal y el hipocampo, y que la acción del glutamato puede afectar la función de la dopamina (todos los cuales han estado implicados en la esquizofrenia), ha sugerido una mediación importante, y posiblemente causal, del papel del glutamato en la patogenia de la esquizofrenia. Sin embargo, los síntomas positivos no ceden con medicamentos glutamatérgicos.

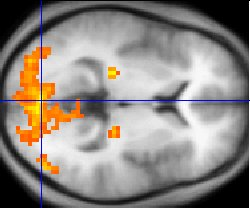
Imagen por resonancia magnética funcional de un cerebro, una de las técnicas usadas para el estudio de la patogenia de la esquizofrenia.

### Hallazgos neuropatológicos

#### Hallazgos de neuroimagen
Ciertos estudios que utilizaron pruebas neuropsicológicas y de neuroimagen, tales como las tecnologías de imagen por resonancia magnética funcional (IRMf) y la tomografía por emisión de positrones (TEP) para examinar las diferencias funcionales en la actividad cerebral, demostraron que las diferencias parecen ocurrir más comúnmente en los lóbulos frontales, hipocampo y lóbulos temporales, vinculados al déficit neurocognitivo que a menudo se asocia con la esquizofrenia. Los trastornos del lenguaje, de la atención, el pensamiento abstracto, el juicio social y la planificación de acciones futuras, todos característicos en la esquizofrenia, están íntimamente ligados a las funciones del lóbulo frontal.
También ha habido hallazgos relacionados con diferencias en el tamaño y la estructura de determinadas áreas cerebrales en la esquizofrenia. Un metaanálisis en 2006 de resonancia magnética nuclear de todo el cerebro reveló que el volumen del hipocampo y la amígdala se ven reducidos y que el volumen ventricular se incrementa en pacientes con un primer episodio psicótico en comparación con controles sanos. El promedio de los cambios volumétricos en estos estudios son, sin embargo, cercanos al límite de detección de la metodología de la resonancia magnética, por lo que queda por determinar si la esquizofrenia es un proceso neurodegenerativo que comienza aproximadamente en el momento de la aparición de los síntomas, o si se caracteriza mejor como un proceso de neurodesarrollo anormal del cerebro que produce como resultado un volumen anormal a una edad temprana. En el primer episodio de psicosis, los antipsicóticos típicos como el haloperidol se asociaron con reducciones significativas en el volumen de materia gris, mientras que los antipsicóticos atípicos como la olanzapina no mostraban tal asociación. Los estudios en primates no humanos demostraron reducciones, tanto en la materia gris como blanca, para los antipsicóticos típicos y los atípicos.
También se ha reportado cambios en la estructura microscópica del lóbulo temporal de esquizofrénicos. Un metaanálisis del 2009 de estudios de imágenes de resonancia por difusión, identificó dos lugares coherentes de reducción de la anisotropía fraccional en la esquizofrenia. Una región, en el lóbulo frontal izquierdo, es atravesada por vías provenientes de la materia blanca con interconexión hacia el lóbulo frontal, tálamo y giro cingulado; la segunda región en el lóbulo temporal es atravesada por vías de interconexión de la materia blanca hacia el lóbulo frontal, ínsula, hipocampo, amígdala, lóbulo temporal y occipital. Los autores sugieren que dos redes de interconexiones por parte de la materia blanca pueden verse afectadas en la esquizofrenia, con una probable «desconexión» de las regiones de materia gris que enlazan. Mediante estudios de imagen por resonancia magnética funcional (IRMf) se ha demostrado que hay una mayor conectividad en el cerebro de pacientes esquizofrénicos en la red de neuronas encargadas de la actividad cerebral cuando el sujeto no está enfocado en el mundo exterior, así como de la red de atención dorsal encargada de los sistemas de orientación sensorial, y puede reflejar la excesiva orientación hacia la atención introspectiva y extrospectiva, respectivamente. La lucha contra la mayor correlación entre las dos redes sugiere excesiva rivalidad entre dichas interconexiones. Por su parte, los síntomas positivos alucinativos, los delirios y el trastorno del pensamiento están asociados con una disfunción del lóbulo temporal o de las estructuras que conforman el sistema límbico como la amígdala y el hipocampo.

#### Hallazgos histopatológicos
En estudios histológicos de cerebros de pacientes esquizofrénicos se han demostrado cambios significativos en la distribución de algunas poblaciones neuronales, conllevando a una mala distribución de las neuronas intersticiales en la sustancia blanca del lóbulo frontal, estando disminuidas en ciertas zonas de la sustancia blanca y aumentada su densidad en otras. El desplazamiento selectivo de estas neuronas de la sustancia blanca del lóbulo frontal del cerebro de pacientes esquizofrénicos puede indicar un patrón alterado durante la migración de las neuronas o en el patrón de muerte celular programada. Ambos casos podrían llevar a circuitos corticales defectuosos en el cerebro de pacientes esquizofrénicos, especialmente, las funciones que dependen del lóbulo frontal.
Se han demostrado cambios en otras regiones de cerebros de pacientes esquizofrénicos, incluyendo atrofia del área de Broca y disminución del área de la sustancia gris y blanca del área de Wernicke, así como un aumento de los axones liberadores de glutamato en la corteza de la circunvolución del cíngulo.

## Variables predictoras de violencia en personas con esquizofrenia
La violencia en la esquizofrenia se va a relacionar con la falta de tratamiento y el incumplimiento terapéutico. Muchos de los pacientes con esquizofrenia no cumplen bien con el tratamiento, son malos cumplidores, o lo cumplen parcialmente, y esto se debe a que no son conscientes de su enfermedad, a los síntomas secundarios causados por los neuroepilépticos o los síntomas negativos de los casos residuales. Por ello, la consistencia del tratamiento se basa en tener conciencia de la enfermedad y en confiar en la medicación.
Puede haber diversos factores de riesgo que contribuyan a la aparición de la violencia, como pueden ser el consumo de alcohol u otras drogas. En la mayoría de las personas con trastornos mentales, el consumo de sustancias psicotrópicas puede ser un factor determinante en la comisión de múltiples delitos. Hay muchos estudios epidemiológicos que muestran la existencia de altas tasas de prevalencia para el abuso de sustancias en los pacientes psicóticos, oscilando entre en 25 y 58 % (Vicente, Díaz y Ochoa, 2001).
Además de los factores mencionados anteriormente, también pueden influir la falta de apoyo social, la tendencia a la introversión, el comienzo temprano de la enfermedad, el carácter esquizoide u otros trastornos de la personalidad.
De manera resumida, los principales factores predictores de violencia en personas con esquizofrenia son:
- Una historia anterior de victimización o de violencia, con una personalidad premórbida anónima.
- No ser consciente de la enfermedad y la renuncia o rechazo del tratamiento.
- Los trastornos de la percepción o del pensamiento, con pérdida del sentido de la realidad.
- El abuso de las drogas o el alcohol.
- Como resultado de la estigmatización o de la discriminación se produce el aislamiento familiar y social.
- En los varones jóvenes el riesgo es mayor.

Sin embargo, las personas con esquizofrenia no son más violentas que la población general, siempre que estén controladas farmacológicamente, que no hayan sido dadas de alta recientemente, que tengan una adherencia al tratamiento y no consuman drogas psicoactivas. Los pacientes con esquizofrenia sufren frecuentemente una estigmatización social respecto a su posible peligrosidad.  Las personas con esquizofrenia, excepto un pequeño subgrupo, no son pacientes especialmente violentos. En todo caso, es más probable que el paciente tienda a hacerse daño a sí mismo. El 10% de los esquizofrénicos acaba suicidándose y, en concreto, saltarse la medicación multiplica por cuatro el riesgo de suicidio.

## Cuadro clínico
No existe un signo o síntoma que sea patognomónico de la esquizofrenia. Es una enfermedad que se presenta con una variedad de síntomas a tal punto que se manejan diferentes formas de agruparlos basados en el elemento clínico esencial de cada categoría. La definición actual de las psicosis obliga a que los síntomas de la esquizofrenia estén presentes durante al menos un mes en un período de al menos seis meses. Una psicosis de tipo esquizofrénica de menor duración se suele denominar trastorno esquizofreniforme. La esquizofrenia suele presentarse por primera vez en la adolescencia o juventud temprana; es más precoz en los hombres que en las mujeres, y tiene en ellos un curso más deteriorante. Muchas veces es una condición que persiste toda la vida de una persona, pero también hay quienes se recuperan de ella. Los prejuicios cognitivos identificados en personas esquizofrénicas, o con riesgo de esquizofrenia (especialmente cuando están bajo estrés o en situaciones confusas), incluyen: demasiada atención a posibles amenazas, el saltar a conclusiones, hacer atribuciones externas, problemas de razonamiento acerca de situaciones sociales y estados mentales, la dificultad para distinguir el discurso interior del de una fuente externa, y dificultades con los principios de procesamiento visual y de mantener la concentración. Algunas características cognitivas reflejan un déficit neurocognitivo global en la memoria, la atención, la capacidad para resolver problemas o la cognición social, mientras que otros pueden estar relacionados con situaciones y experiencias particulares.
Muchos modelos que caracterizan los síntomas de la esquizofrenia incluyen dos cuadros sindrómicos constantes, los síntomas positivos y los síntomas negativos. Otros modelos añaden otros tipos de trastornos como los cognitivos, afectivos y los déficits de integración social.

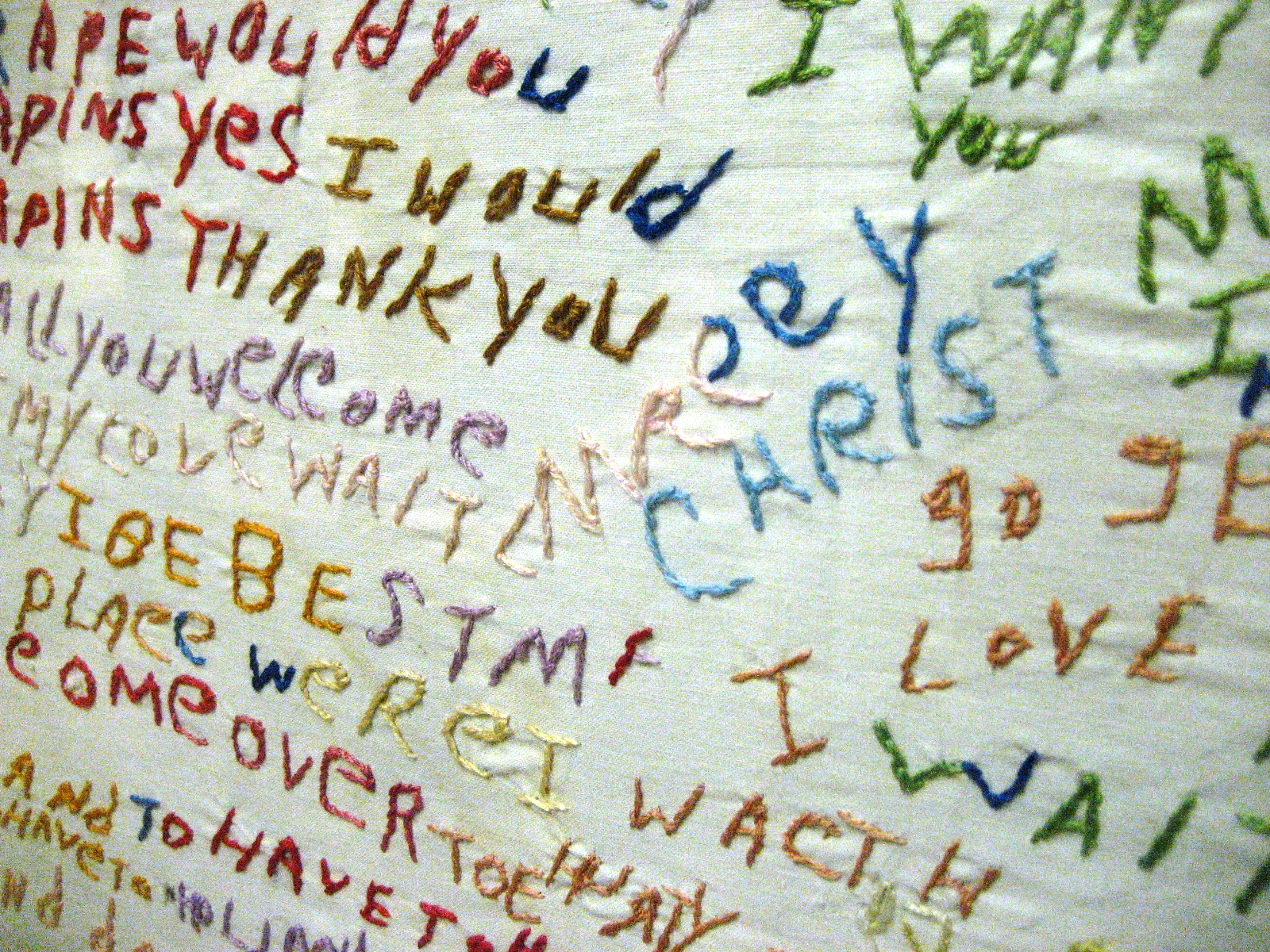
Los síntomas de la esquizofrenia pueden desarrollarse a lo largo de semanas o meses, donde se compromete progresivamente la funcionalidad social, según sea la intensidad, la premura y persistencia de las experiencias psicóticas.

### Abordaje clínico
Existen dos perspectivas o formas de abordar el cuadro y el diagnóstico clínico de la esquizofrenia. La perspectiva categorial trata de delimitar las distintas variantes importantes y recurrentes que se puedan ir presentando para poder identificarlas como subtipos de una entidad mayor. El primer esfuerzo en este sentido lo representa Kraepelin, ya que fue el primero en distinguir entre psicosis maníaco-depresivas y demencia precoz en 1887 y el primero en identificar a la catatonia, hebefrenia y la esquizofrenia paranoide como subtipos de una entidad mayor en 1898.
Por otro lado, existe la perspectiva dimensional que trata de englobar todas las variantes en una entidad única a expensas de ir agregándole dos o más dimensiones que agrupan una serie de signos y síntomas característicos (síndromes). El primer esfuerzo en este sentido es representado por los trabajos de Tim Crow, que redujo la esquizofrenia a dos entidades en 1980, luego Nancy Andreasen, que la redujo a una entidad unidimensional de dos polos, y finalmente Peter F. Liddle, que la limitó a una entidad única de tres dimensiones sindrómicas en 1987.
Cada perspectiva tiene sus inconvenientes. Por ejemplo, en los modelos categoriales, aquellos cuadros clínicos que sean de difícil clasificación normalmente son asignados a una categoría atípica que puede resultar demasiado abultada, mientras que en los modelos dimensionales se puede terminar por englobar entidades nosológicas distantes escasamente similares o de dudosa filiación.

### Semiología de la esquizofrenia
Durante la década de los 80 Tim Crow retomó, bajo la óptica del ámbito psiquiátrico, la distinción entre síntomas negativos y positivos dadas durante el siglo XIX y por De Clérambault. Para Crow, cada cuadro sindrómico equivalía a una entidad diferente, los cuales denominó esquizofrenia tipo I y tipo II. Con el devenir del tiempo esta rígida clasificación, en donde no se podían ver gradualidades intermedias entre los cuadros clínicos de una u otra entidad, cedió paso a otros modelos.
Nancy Coover Andreasen propuso un modelo unidimensional con dos polos sindrómicos opuestos, donde las distintas graduaciones entre uno y otro se expresaban en síntomas que se excluían entre sí, es decir, a mayor expresividad clínica de síntomas positivos menos sería la expresividad de los síntomas negativos y viceversa.
En 1987 Peter F. Liddle agrupó tanto a la sintomatología negativa como a la positiva una serie de síntomas no excluyentes entre sí y tomó otra serie de síntomas anteriormente incluidos en esas dos categorías para conformar una nueva categoría. Así pues, Liddle conformó un modelo tridimensional caracterizado por síntomas positivos, síntomas negativos y síndrome de desorganización.
El modelo de Liddle ha gozado de la aceptación de otros investigadores y en 1996 Lenzenweger y Dworkin, considerando los déficits en el ajuste social en la etapa premórbida, agregaron una dimensión más para terminar de conformar un modelo tetradimensional. Para Lenzenweger y Dworkin la presencia de mayores niveles de habilidades sociales premórbidas pueden moderar el grado de expresividad y distorsión de la realidad en la aparición posterior de síntomas positivos.
Mientras tanto, las evidencias genéticas que muestran similitudes entre el trastorno bipolar y la esquizofrenia, así como una serie de coincidencias entre datos epidemiológicos, factores de riesgo, estudios de neuroimagen y entre otras cosas, han llevado en 2009 a investigadores como Nil Kaymaz y Jim van Os a plantear un nuevo modelo clínico de cinco dimensiones basado en esas similitudes y que consiste en síntomas negativos, deterioro cognitivo, psicosis o síntomas positivos, manía y depresión.

#### Síntomas negativos
Se refiere a todos aquellos síntomas que desaparece una función normal. Algunos de ellos son: 
- Anhedonia: incapacidad para disfrutar de actividades que en un inicio eran placenteras.
- Apatía: falta de emoción o preocupación, especialmente en lo referente a asuntos que se consideran importantes.

- Alogia: alteración en el pensamiento que se manifiesta con una reducción en el habla o pobreza de la misma. Ej. El sujeto puede responder a las preguntas con una misma palabra.
- Embotamiento afectivo:Falta de emociones y sentimientos. Ej: Las emociones pierden intensidad o desaparecen y el afecto que se siente por los demás no se experimenta como un sentimiento.

#### Síntomas positivos
Son síntomas cuya manifestación puede ser empleada para efectos diagnósticos, como lo son: 
- Psicosis: en ella se presentan alucinaciones o ilusiones (son alucinaciones auditivas); delusiones ideas de grandiosidad paranoia o de persecución; y desorganización en el habla y en el pensamiento, hay falta de coherencia entre las oraciones o en la línea del discurso.
- Comportamiento motor anormal: se producen movimientos sin propuesto y respuestas emocionales inapropiadas (sonreír o reírse cuando no es apropiado).

Kurt Schneider distinguió diferencias entre la esquizofrenia y otros trastornos que pueden producir psicosis como la depresión, manía, psicosis reactivas y otros. Schneider identificó y dividió en dos grupos once síntomas, siete caracterizados por una extraña sensación de invasión proveniente del exterior y cuatro en alucinaciones auditivas y difusión del pensamiento:
|                         | Sensación de invasión del exterior | Alucinaciones auditivas                                                                                                  |
| ----------------------- | --- | --- |
| Síntomas schneiderianos | 1. Percepción delirante. 2. Experiencias de pasividad somática 3. Pensamientos de salida del cuerpo 4. Inserción de los pensamientos 5. Imposición de los sentimientos 6. Imposición de los impulsos 7. Imposición de los actos voluntarios | 1. Audición del pensamiento 2. Voces que comentan las acciones propias 3. Voces que discuten 4. Difusión del pensamiento |

Aunque en muchos lugares esta clasificación todavía tiene aplicabilidad y para Schneider esos síntomas eran patognomónicos, se ha discutido la confiabilidad de los síntomas de primer grado para diagnosticar la esquizofrenia. Por otro lado, Vázquez-Barquero subdividió en 1996 la sintomatología positiva en factor paranoide y no paranoide, mientras que en 1998 Peralta y Cuesta describieron cinco componentes de los síntomas positivos consistentes en alucinaciones, ideas delirantes no schneiderianas, ideas delirantes schneiderianas, trastorno formal del pensamiento y conducta atípica.

#### Síndrome de desorganización
Los trastornos afectivos y cognitivos, o «síndrome de desorganización», consisten en la fragmentación de las ideas, pérdida asociativa de ideas y expresión emocional inadecuada.
Los trastornos cognitivos se caracterizan por el deterioro de la atención, de la memoria, del procesamiento de la información, de la asociación lógica, pobreza ideativa o dificultad de elaborar nuevas ideas, dificultad para el aprendizaje en serie, y trastorno de las funciones ejecutivas como planificar, secuenciar, priorizar, mantener la atención en la tarea y adaptarse a los cambios en el entorno. Los déficits cognitivos de la esquizofrenia son un factor que determina el nivel de discapacidad de los pacientes en mayor medida, quizás, que los síntomas positivos y negativos propios de la enfermedad.
Entre los trastornos afectivos característicos se encuentra la respuesta inapropiada de las emociones y la presencia de una conducta extraña. En menor medida también suelen coexistir otros trastornos afectivos como la manía y la depresión, siendo muy característica la presencia de la depresión post-psicótica que puede desencadenar intentos suicidas. Sin embargo, se debe distinguir entre afecto inapropiado y afecto embotado, ya que el primero pertenece al síndrome de desorganización, mientras que el segundo es propio de los síntomas negativos.
Los esquizofrénicos algunas veces son capaces de controlar o compensar sus delirios o alucinaciones durante las interacciones sociales, sin embargo, los trastornos afectivos y cognitivos tienen un efecto deteriorante mucho mayor.

### Evolución natural
La esquizofrenia se presenta en diferentes fases o episodios críticos agudos con tiempos de evolución variables —desde algunas semanas hasta varios meses, dependiendo del tratamiento— y diferentes modos de resolución y síntomas residuales, que constituyen la esquizofrenia crónica.

#### Fase premórbida y prodrómica
Lieberman considera una evolución más o menos típica, que se inicia con una fase premórbida entre el nacimiento y los diez años. Luego existe un período prodrómico, entre los diez y los veinte años que puede durar unos 30 meses. En este período y antes de la aparición de la psicosis propiamente dicha suele aparecer alguna sintomatología negativa y se interrumpe el funcionamiento normal del individuo. Por ejemplo, abandona la escuela o no logra iniciar un noviazgo, descuido en el vestir e higiene personal. Los pacientes con marcadas anormalidades estructurales en el cerebro suelen tener un comienzo temprano, anterior al de los síntomas psicóticos.

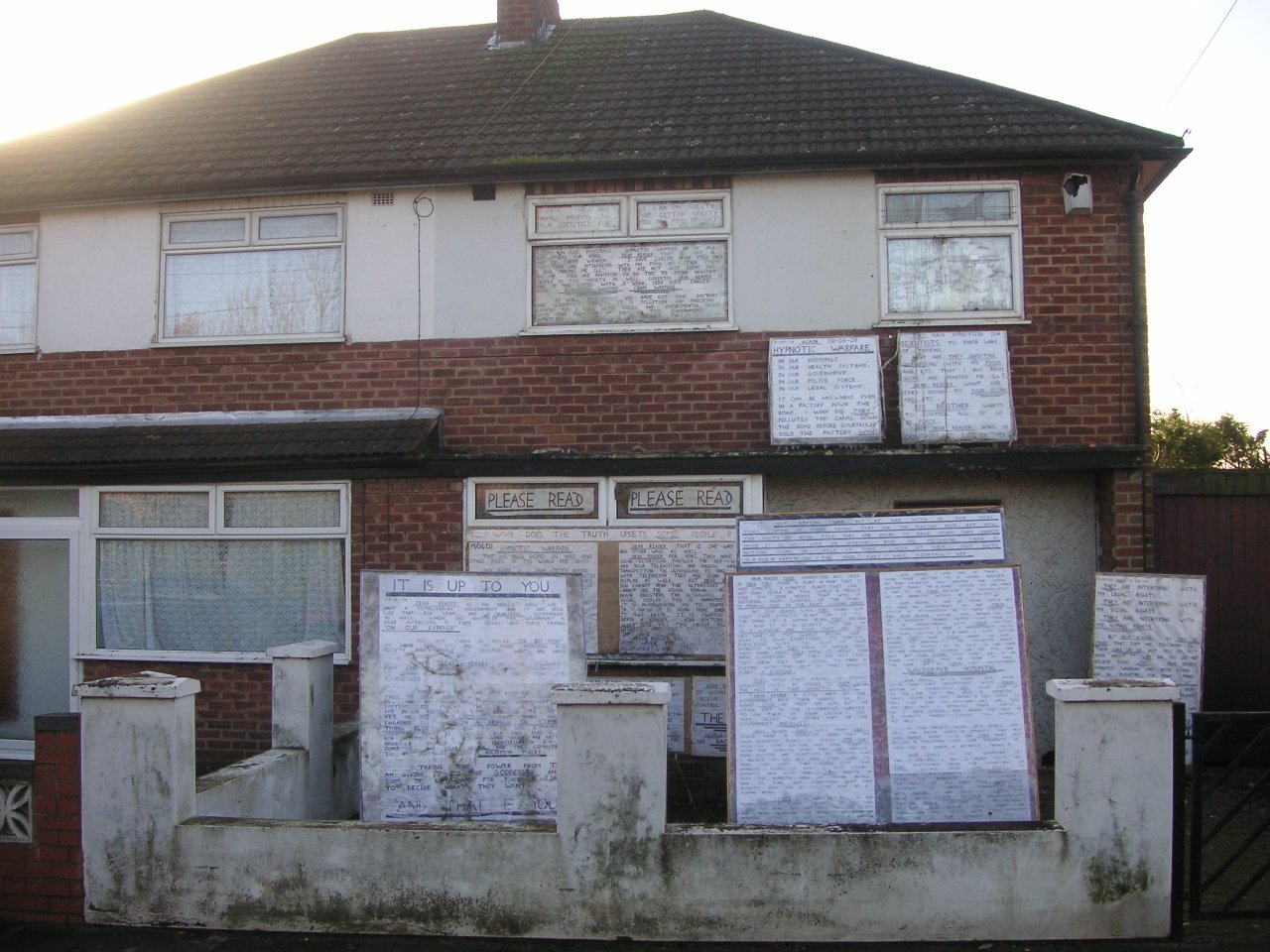
Casa decorada con escritos extraños. Se presume que su habitante padece de esquizofrenia.

#### Fase de progresión
Después de la primera fase prodrómica comienza el período de 1 a 6 meses, caracterizado por progresión del trastorno, donde aparecen los primeros episodios agudos con los síntomas más llamativos, mayormente síntomas positivos como delirios y alucinaciones, aunque no son éstos los más importantes para realizar el diagnóstico. Los síntomas aparecen en brotes con exacerbaciones y remisiones parciales, y frecuentemente acompañados de un deterioro progresivo. Con frecuencia, al salir de los síntomas psicóticos, aparece la depresión, que puede conllevar a ideas e intentos suicidas.
Un episodio que se inicia con gran intensidad de síntomas positivos (por ejemplo, intenso delirio, alucinaciones, agitación psicomotora, lo que se conoce como un «episodio florido» y en forma más o menos brusca), tiene mejor pronóstico que una presentación insidiosa y con síntomas negativos como la desorganización más que el delirio.
Sea que se presente de manera florida o insidiosa, los pacientes muy raramente van a solicitar ayuda. Con frecuencia serán las personas con las que viven o trabajan las que van a solicitarla, motivados por la observación de una serie de conductas extrañas o que perciben como amenazadoras. A pesar de que las intervenciones familiares han demostrado su eficacia en la disminución de recaídas psicóticas, mejorar el clima familiar y el funcionamiento social, siguen sin tener una implantación suficiente en la atención habitual del paciente esquizofrénico. La realidad es que solo una minoría de las familias que tienen contacto con pacientes esquizofrénicos han recibido apoyo e información sobre la enfermedad.
Las conductas del paciente que parecen más extrañas (como hablar solo, por ejemplo) en realidad responden a vivencias psicóticas actuales, como contestarle a voces que está escuchando. También pueden gritarle a las personas de manera incomprensible o gritar obscenidades en público, que podría estar en realidad respondiendo a un delirio de persecución o daño. A la larga, el deterioro social del paciente parece estar más relacionado con el compromiso de funciones cognitivas, tales como el abandono, descuido y desaseo personal, y no tanto con los síntomas propiamente psicóticos positivos, como las alucinaciones y delirios.
Si el paciente no se recupera por completo, con o sin tratamiento, aparece la enfermedad recidiva, es decir, de forma repetida con o sin recuperación completa cada vez. A los 5 años en tratamiento continuo, solo el 20 % de los pacientes no presentan recidiva.

#### Fase de recidivas estables
Por último viene el período de estabilización, residual y/o agotamiento, aproximadamente sobre los 40 años de edad, en el que predomina la sintomatología negativa y los déficits cognitivos (aunque estos ya están presentes desde el inicio del trastorno), es decir, con el paso del tiempo la esquizofrenia puede comprometer más o menos profundamente a la persona, lo que se conoce como esquizofrenia crónica. Sobre esta pueden aparecer nuevos episodios de reagudización, con síntomas característicos de los episodios agudos, pero al salir normalmente se retorna a niveles de recuperación previos a las recidivas.

### Trastornos asociados
Las comorbilidades psiquiátricas son comunes entre los pacientes con esquizofrenia. Predominan el abuso de sustancias (alcohol o drogas ilegales), la depresión y los trastornos de ansiedad, entre los que figuran el trastorno de pánico, el trastorno por estrés postraumático y el trastorno obsesivo-compulsivo (TOC). Un número limitado de estudios apoya la posibilidad de que los trastornos de ansiedad formen parte de la esquizofrenia, con la mayor evidencia sobre el TOC.
Se ha demostrado la asociación de la esquizofrenia con trastornos gastrointestinales y con enfermedades autoinmunes, entre las que se incluye la enfermedad celíaca.
Con frecuencia, se asocian alteraciones endocrinológicas y cardiometabólicas, como la diabetes mellitus tipo 2, la obesidad,
la hipertensión y la dislipidemia. La causa de la presencia de estos trastornos cardiometabólicos en la esquizofrenia es multifactorial e incluye el estrés oxidativo, factores de riesgo convencionales (genética y estilo de vida) y los efectos secundarios de los medicamentos.
Un tema aún poco explorado es la asociación de la esquizofrenia con ciertos trastornos de la conducta alimentaria (TCA). En 2014, un estudio de revisión de la literatura publicada encontró que el trastorno por atracón y el síndrome de alimentación nocturna afectan aproximadamente al 5-20 % de los pacientes esquizofrénicos y la anorexia nerviosa al 1-5 %. El origen del desarrollo de los TCA en estos pacientes aún no está claro y es necesario estudiar los mecanismos psicopatológicos y neurobiológicos relacionados. En ocasiones, los trastornos de la conducta alimentaria representan un síntoma que puede ser la primera manifestación de un trastorno psicótico, como la esquizofrenia. Por otro lado, los ansiolíticos, los antidepresivos y otros estabilizadores del estado de ánimo, que estos pacientes consumen con frecuencia en asociación con los antipsicóticos, tienen como efectos secundarios el aumento del apetito y de peso. Asimismo, el estilo de vida puede resultar un factor de riesgo (bajo nivel socioeconómico con acceso limitado a la atención médica y a la comida sana; ejercicio físico insuficiente).

## Diagnóstico
El diagnóstico de la esquizofrenia se basa en la cuidadosa observación de signos y síntomas, en la exploración metódica de las vivencias de una persona, y en la acumulación de antecedentes desde todas las fuentes posibles: familia, amigos, vecinos, trabajo. No existen pruebas de laboratorio ni exámenes de imágenes que ayuden a establecer el diagnóstico, como no sea para descartar otras enfermedades.
Se han propuesto varios criterios a lo largo del siglo XX, dependiendo del variable concepto que se tenga de la esquizofrenia. Actualmente existen dos manuales de criterios diagnósticos que, en lo esencial, son muy similares, y tienen por objeto tanto permitir un registro estadístico más o menos confiable, como mejorar la comunicación entre profesionales. Sin embargo, en la práctica clínica, las personas esquizofrénicas tienen una riqueza sintomática que excede largamente el contenido de los manuales, y hay una gran variedad de cuadros que pueden estar a medio camino de las categorías nosológicas contenidas en ellos. Estos manuales son el Manual diagnóstico y estadístico de los trastornos mentales (DSM) de la Asociación Americana de Psiquiatría y la Clasificación internacional de las enfermedades (CIE) de la Organización Mundial de la Salud (OMS). Las versiones más recientes son CIE-10 y DSM-IV-TR.
Para diagnosticar una esquizofrenia, según el DSM-IV-TR, el cuadro de la persona debe cumplir ciertos criterios:

### Síntomas característicos
Dos o más de los siguientes, cada uno presente durante una parte significativa de un período de un mes, o menos, si ha sido tratado con éxito. Solo se requiere uno de estos síntomas si los delirios son extraños, o si los delirios consisten en una voz que comenta continuamente los pensamientos o el comportamiento del sujeto, o si dos o más voces conversan entre ellas.
- Delirios.
- Alucinaciones auditivas.
- Discurso desorganizado, por ejemplo, frecuentes descarrilamientos o incoherencia.
- Cambios constantes de humor
- Comportamiento catatónico o gravemente desorganizado.
- Síntomas negativos, como el aplanamiento afectivo, que es una falta o disminución de respuesta emocional, alogia (falta o disminución del habla), o abulia (falta o disminución de la motivación).
- Comportamientos violentos.
- Alucinaciones de la vista, entre otros.
- Bipolaridad.

### Disfunción social/ocupacional
Durante una parte significativa del tiempo desde el inicio de la alteración una o varias áreas importantes de actividad, como son el trabajo, las relaciones interpersonales o el cuidado de uno mismo, están claramente por debajo del nivel previo al inicio del trastorno. Cuando el inicio es en la infancia o adolescencia, puede ocurrir el fracaso en cuanto a alcanzar el nivel esperable de rendimiento interpersonal, académico o laboral.

### Duración
Persisten signos continuos de la alteración durante al menos seis meses. Este período de seis meses debe incluir al menos un mes de síntomas característicos, o menos si se ha tratado con éxito, y puede incluir los períodos prodrómicos o residuales. Durante estos períodos los signos de la alteración pueden manifestarse solo por síntomas negativos o por dos o más síntomas de la lista de síntomas característicos, presentes de forma atenuada, por ejemplo, creencias inusuales y experiencias perceptivas no habituales.

### Otros criterios
Los demás criterios permiten excluir que el trastorno derive de trastornos afectivos o del estado de ánimo, de trastornos por uso de sustancias psicoactivas o condiciones médicas y de trastornos generalizados del desarrollo.

### Controversias sobre el diagnóstico
Diversos autores han sostenido que el diagnóstico de esquizofrenia es inadecuado porque se basa en categorías dicotómicas, que involucran la discriminación precisa entre enfermedad mental —aquello que satisface los criterios diagnósticos— y sanidad mental. Van Os y otros autores han argumentado que esta división precisa tiene poco sentido, en la medida que existen muchas personas normales que tienen experiencias psicóticas o ideas cuasidelirantes, sin que esto les signifique algún tipo de problema, alguna incapacidad, o que puedan ser diagnosticados por el sistema categorial. Debe destacarse que la diferenciación de un síntoma la realiza un observador de un modo bastante subjetivo, y suele basarse en definiciones relativamente inconsistentes o al menos imprecisas. También se ha discutido que los síntomas psicóticos no constituyen una buena base para realizar un diagnóstico de esquizofrenia, dado que «la psicosis es la ‘fiebre’ de la enfermedad mental —un indicador grave, pero impreciso—». Algunos estudios han demostrado que la tasa de consistencia entre dos psiquiatras enfrentados al diagnóstico de esquizofrenia llega al 65 % en el mejor de los casos. Estos elementos han llevado a algunos críticos a sugerir que el diagnóstico de esquizofrenia debería revaluarse. En 2004 Japón abolió el diagnóstico de esquizofrenia y lo reemplazó por «trastorno de la integración».
Otros autores han propuesto un modo de aproximación diagnóstica basado en las deficiencias neurocognitivas específicas —y no en los síntomas psicóticos— como son la atención, funciones ejecutivas y resolución de problemas. Estas deficiencias causan la mayor parte de la discapacidad de la esquizofrenia y no tanto los síntomas psicóticos, que se pueden controlar de modo más o menos efectivo con la medicación. Sin embargo, este argumento todavía es novedoso y es difícil que el método de diagnóstico varíe en el corto plazo.
El papel de los factores socioculturales como la clase social, la religión, la industrialización, y especialmente los cambios de cultura en la esquizofrenia ha sido estudiado por parte de movimientos de antipsiquiatría, que argumentan que son las presiones de la sociedad las que conllevan al sujeto a la «locura». El modelo médico, basado en la psiquiatría tradicional, permite entonces el control social de estos individuos que la sociedad encuentra indeseables, condenándolos a la reclusión y al abandono. Aunque la visión sociogenética de la antipsiquiatría ha sido a su vez cuestionada por presentar poca argumentación científica, ha colaborado, sin embargo, en el desarrollo de formas no asilares de tratamiento con participación de la comunidad y la reintegración de esquizofrénicos a la vida comunitaria.

## Tratamiento
La esquizofrenia es un proceso crónico, pero con buena respuesta al tratamiento. Dado que es un trastorno complejo, el tratamiento debiera ser multifacético. Existe un cierto consenso en el uso simultáneo de fármacos antipsicóticos, y de terapias psicológicas como el modelo cognitivo-conductual y psicoanalítica,

y otros, y un enfoque psicosocial de redes asistenciales, hogares y talleres protegidos, que evitan las hospitalizaciones prolongadas. En estas condiciones, la esquizofrenia ha mejorado considerablemente de pronóstico en los últimos 20 años.
Se calcula que la respuesta a los fármacos puede estar condicionada hasta en un 85 % por factores genéticos, por lo que ya existen en el mercado tests que recogen la información farmacogenética del paciente para que el médico pueda valorar qué tratamiento va a funcionar mejor en el paciente con esquizofrenia, en función de sus características genéticas.
La duración prolongada de la psicosis no tratada puede representar una forma diferente y más grave de la esquizofrenia que, por sí misma, se asocia a una peor evolución. El equipo del Instituto Salk de Estudios Biológicos ha logrado, gracias a la reprogramación celular, estar un paso más cerca de comprender la biología que se esconde tras esta enfermedad para probar la eficacia de los fármacos. Tras administrar diversos antipsicóticos descubrieron que solo loxapina aumentaba la capacidad de las neuronas para establecer conexiones con sus vecinas y también afectaba a la actividad de varios genes.
"Los fármacos para la esquizofrenia tienen más beneficios de los que pensamos. Pero por primera vez tenemos un modelo que nos permite estudiar cómo funcionan en vivo y empezar a correlacionar los efectos de la medicación con los síntomas", explican los autores. "Esta investigación da un paso más hacia la medicina personalizada. Nos permite examinar neuronas derivadas del propio paciente y ver qué fármaco es el que le viene mejor. Los enfermos se convierten en sus propias cobayas", afirma Gong Chen, profesor de Biología que también ha colaborado en el trabajo.
"La esquizofrenia ejemplifica muchos de los retos de investigación que suponen las enfermedades mentales. Sin entender las causas y la biología del trastorno perdemos la capacidad de desarrollar tratamientos efectivos o de tomar medidas de prevención. Por eso este trabajo es tan importante, porque abre una nueva puerta al estudio de la patología", concluye Fred H. Gage.

### Farmacología

#### Antipsicóticos
Los antipsicóticos son los fármacos de primera línea utilizados en el tratamiento de la esquizofrenia y de las enfermedades relacionadas con ella. Inicialmente se llamaron tranquilizantes mayores o neurolépticos, en oposición a los «tranquilizantes menores», conocidos ahora como ansiolíticos, por su capacidad para producir determinados efectos secundarios neurológicos. En los últimos años el término «antipsicótico», que hace referencia a su acción terapéutica, se utiliza de forma casi universal.
Desde el descubrimiento del primer fármaco con efecto antipsicótico en 1952, los avances en la psicofarmacoterapia de los delirios y alucinaciones asociados a la esquizofrenia han permitido que la mayoría de las personas afectadas por esta enfermedad puedan vivir fuera de los asilos y hospitales en los cuales eran recluidas en el pasado debido a los desajustes conductuales asociados a la psicosis.
Los antipsicóticos llegan al cerebro y bloquean diversos receptores celulares para neurotransmisores, y destaca la acción sobre receptores para la dopamina (en especial receptores D2) y la serotonina.

##### Antipsicóticos típicos
Algunos antipsicóticos clásicos o típicos son el haloperidol, la clorpromazina y la flufenazina. El mecanismo de acción de este grupo de medicamentos no está por completo aclarado; el bloqueo dopaminérgico parece importante para el control de los síntomas psicóticos (alucinaciones y delirios), pero no todos los pacientes responden igual ni todos los síntomas mejoran de la misma forma.
Los antipsicóticos clásicos confieren un mayor riesgo de efectos secundarios extrapiramidales, tales como distonía, síntomas parkinsonianos y una incapacidad para quedarse quieto. La discinesia tardía es un trastorno crónico del sistema nervioso caracterizado por movimientos involuntarios de sacudida, principalmente de la cara, lengua y mandíbula y a menudo se considera un efecto secundario extrapiramidal de los antipsicóticos típicos. Sin embargo, es en realidad un fenómeno único y diferente.

##### Antipsicóticos atípicos
Los principales antipsicóticos atípicos modernos son la clozapina, la olanzapina y la risperidona, esta última se presenta también en formulación depot para facilitar la adecuada cumplimentación terapéutica. El efecto benéfico de los antipsicóticos atípicos sobre los síntomas negativos sigue siendo controvertido.
Debido al perfil más favorable de los antipsicóticos de segunda generación se utilizan con frecuencia en el tratamiento inicial del primer episodio de psicosis. Este régimen inicial suele ser conservador de incremento progresivo de la dosis, no solo porque parecen más eficaces, sino también porque es menos probable que produzcan efectos adversos clínicamente importantes, como los síntomas extrapiramidales. Otros efectos secundarios a los que los antipsicóticos atípicos se han asociado es al aumento de peso, dislipidemias, agranulocitosis o aparición de convulsiones. Además, estos son pacientes que suelen requerir únicamente dosis iniciales bajas para el control y remisión de los síntomas.

#### Benzodiazepinas
Las benzodiazepinas se han utilizado solas o en combinación con antipsicóticos, administradas a dosis muy elevadas con la finalidad de minimizar la agitación, los trastornos del pensamiento, las ideas delirantes y las alucinaciones. Las benzodiazepinas facilitan la neurotransmisión del GABA, que puede a su vez inhibir la neurotransmisión de la dopamina. La respuesta individual es muy variable y suele ser más efectiva como coadyuvante de los antipsicóticos.

### Rehabilitación
La rehabilitación psicosocial incluye varias intervenciones no médicas para las personas con esquizofrenia y enfatizan la capacitación social y vocacional para ayudar a los pacientes recién diagnosticados o que han estado enfermos por un tiempo a superar dificultades en las áreas cognitivas o de habilidades sociales afectadas. Una de las razones principales de complementar el tratamiento farmacológico con tratamientos psicoterapéuticos es que los primeros solo tienen mayor efectividad sobre los síntomas positivos, pero poco ante los negativos no logrando una mejoría en la integración social del paciente. Los programas pueden incluir asesoramiento vocacional, capacitación para el trabajo, técnicas para solucionar problemas de la vida diaria, administración del dinero, uso del transporte público y aprendizaje de destrezas sociales para interactuar mejor con otras personas. Estos métodos son muy útiles para los pacientes tratados en la comunidad, porque proporcionan las técnicas necesarias para poder llevar mejor la vida en comunidad a los pacientes que han sido dados de alta del hospital, lo que conlleva a disminuir las recaídas, adquirir habilidades, disminuir los síntomas negativos e incrementar el ajuste social.
Una revisión sistemática de 15 estudios, la mayoría realizados en Asia, particularmente China, y uno en Sudáfrica, encontró evidencia de que la rehabilitación comunitaria genera un impacto positivo en personas con esquizofrenia, demencia y discapacidad intelectual. Resulta necesaria una evaluación costo-efectividad de las rehabilitaciones que permita evaluar la asignación de los recursos.

### Psicoterapia individual
La psicoterapia individual o terapia personal incluye sesiones programadas con regularidad en las que el paciente conversa con su psicólogo o psiquiatra. Las sesiones pueden centrarse en problemas actuales o pasados, experiencias, pensamientos, sentimientos o reacciones personales. El paciente puede llegar a entender gradualmente más acerca de sí mismo y de sus problemas al compartir experiencias con una persona capacitada para entenderlo y que tiene una visión objetiva. También puede aprender a distinguir entre lo real y lo distorsionado. Los métodos cognoscitivos y de comportamiento enseñan técnicas de adaptación, solución de problemas y dotan al individuo de estrategias de afrontamiento. A pesar de sus beneficios, la psicoterapia no es un sustituto de los medicamentos antipsicóticos, y resulta más útil una vez que el tratamiento con medicamentos ha aliviado los síntomas psicóticos.

### Terapia electroconvulsiva
La terapia electroconvulsiva (TEC) ha sido utilizada en el tratamiento de la esquizofrenia desde su aparición en 1934; sin embargo, debido en parte a sus efectos deletéreos en la memoria y a los riesgos de lesiones osteomusculares durante la convulsión producida por la corriente eléctrica, su utilización ha menguado a nivel mundial. La Asociación Americana de Psiquiatría establece en sus directrices que la terapia electroconvulsiva rara vez se utiliza como tratamiento de primera línea para la esquizofrenia, pero se considera su indicación especialmente para tratar las psicosis concurrentes resistentes a los antipsicóticos. Puede también ser considerado en el tratamiento de pacientes con trastorno esquizoafectivo o esquizofreniforme. Las directrices del Instituto británico de Excelencia Clínica (National Institute for Health and Clinical Excellence) no recomiendan el electroshock para la esquizofrenia, basándose en evidencias metaanalíticas que demuestran escasos beneficios en comparación con el uso de una sustancia placebo, ni siquiera en combinación con medicamentos antipsicóticos, incluyendo la clozapina.

### Educación familiar
Con frecuencia los pacientes son dados de alta del hospital y quedan a cuidado de sus familias, por esta razón es importante que los familiares aprendan todo lo que puedan acerca de los desafíos y problemas asociados con la enfermedad. La colaboración con la familia en la rehabilitación tiene dos objetivos fundamentales, prevenir las recaídas y fomentar comportamientos que lleven a una rehabilitación satisfactoria, desalentando las conductas que impidan este proceso.
Es necesario que los familiares conozcan los servicios disponibles para asistirles durante el período posterior a la hospitalización. El educar a la familia en todos los aspectos de la enfermedad y su tratamiento se llama «psicoeducación familiar». La psicoeducación familiar incluye aprender estrategias para manejar la enfermedad y técnicas de solución de problemas.
En lugar de simular estar de acuerdo con declaraciones que parecen extrañas o son decididamente falsas por parte del paciente, los miembros de la familia y amigos pueden reconocer que las cosas parecen diferentes para el paciente y deben indicar que no ven las cosas de la misma manera o que no están de acuerdo con sus conclusiones. De igual forma, es útil llevar un registro de los síntomas que van apareciendo, los medicamentos (incluyendo las dosis) que toma y los efectos que han tenido los diversos tratamientos. Al saber qué síntomas estuvieron presentes anteriormente, los familiares pueden tener una idea más clara de lo que puede suceder en el futuro.
Además de colaborar a obtener ayuda, la familia, los amigos, y los grupos de personas con condiciones similares, pueden proporcionar apoyo y fomentar que el paciente esquizofrénico recupere sus capacidades. Es importante plantearse metas alcanzables, ya que un paciente que se siente presionado o criticado probablemente tendrá estrés, lo que puede causar un empeoramiento o una recaída. Al igual que otros, las personas con esquizofrenia necesitan saber cuándo están haciendo bien las cosas. A largo plazo, un enfoque positivo puede ser útil y quizás más eficaz que la crítica.

### Terapia de grupo
La terapia de grupo en la esquizofrenia, así como la aplicación de técnicas de discusión en grupo y lecturas de apoyo, se ha mostrado similar en eficacia a la psicoterapia individual y en algunos casos más aún, aumentando el entusiasmo de pacientes y terapeutas, disminuyendo recaídas y rehospitalizaciones, mejorando cumplimiento, relaciones sociales y funcionamiento global.
La terapia de grupo, al margen de ser menos costosa, aporta una serie de beneficios en las habilidades sociales del paciente psicótico: ofrece un contexto realista, igualitario, seguro, horizontal y neutral donde se desarrollan múltiples y multifocales interacciones que favorecen la realimentación y aprendizaje interpersonal, pudiendo proceder la ayuda de cualquier miembro del grupo y no solo del terapeuta.

#### Grupos de autoayuda
Los grupos de autoayuda para los familiares que tienen que lidiar con la esquizofrenia son cada vez más comunes. Aunque no son liderados por un terapeuta profesional, estos grupos son terapéuticos a través del mutuo apoyo que se brindan los miembros. El compartir experiencias con personas que están en una situación parecida proporciona consuelo y fortaleza. Los grupos de autoayuda también pueden desempeñar otras funciones importantes, tales como solicitar que se hagan estudios de investigación y exigir que existan tratamientos adecuados en los hospitales y clínicas de su comunidad. Los grupos también tienen un papel importante para hacer que el público tome conciencia de los casos de abuso y discriminación.

### Derechos del paciente psiquiátrico
El paciente puede necesitar ayuda de los profesionales de los programas terapéuticos residenciales, los administradores de programas de acogida temporal para las personas que se encuentran sin vivienda, los amigos o compañeros de vivienda, los profesionales que manejan el caso clínico, las autoridades religiosas de iglesias y sinagogas, así como de su familia. A menudo el paciente se resiste a recibir tratamiento, por lo general porque cree que no necesita tratamiento psiquiátrico y que los delirios o alucinaciones que experimenta son reales. A menudo es la familia o son los amigos los que deben tomar decisiones para que el enfermo sea evaluado por un profesional. Cuando otras personas tomen decisiones de tratamiento, los derechos civiles del enfermo deben ser tomados en consideración. El consentimiento informado es un derecho del paciente psiquiátrico establecido por la Declaración de la Asociación Mundial de Psiquiatría de Hawái en 1977 y la de la Asociación Médica Mundial de Lisboa en 1981.
Hay leyes que protegen a los pacientes contra el internamiento involuntario en hospitales. Estas leyes varían de país a país, pero fundamentalmente el paciente en pleno uso de sus facultades mentales puede negarse a realizar los procedimientos indicados, por escrito, ejerciendo su «derecho a vivir su enfermedad» o su «derecho a la enfermedad». Debido a las restricciones impuestas por la ley, la familia puede sentirse frustrada en sus esfuerzos de ayudar al enfermo mental grave. Generalmente la policía solo puede intervenir para que se realice una evaluación psiquiátrica de emergencia o sea hospitalizado cuando el estado del enfermo representa un peligro para sí mismo o para otros. Si el enfermo no va por su voluntad a recibir tratamiento, en algunas jurisdicciones, el personal de un centro de salud mental de la comunidad puede ir a su casa para evaluarlo.

## Pronóstico
Entender el posible curso de la enfermedad puede ayudar a guiar su tratamiento. Los factores más frecuentemente asociados con un mejor pronóstico general incluyen el ser mujer, la aparición rápida, en oposición a la instalación insidiosa de los síntomas, la edad avanzada para el momento del primer episodio, síntomas predominantemente positivos en lugar de negativos y el buen funcionamiento previo a la enfermedad. La determinación o capacidad de recuperación psicológica también se han asociado con un mejor pronóstico.

### Desempeño social
La esquizofrenia sin síntomas negativos a menudo se ha relacionado con un buen ajuste social entre las crisis. Los pacientes con esquizofrenia tienen una alta tasa de abuso de sustancias, y los que consumen drogas tienen sus primeras hospitalizaciones a edades más tempranas, tienen hospitalizaciones más frecuentes y tienen más disfunción en sus relaciones interpersonales y familiares. La fuerza del cometido de los pacientes a sus ilusiones es directamente proporcional a la probabilidad de que sea reingresado a un centro asistencial e inversamente proporcional a su resiliencia.
Algunos pacientes se vuelven tan psicóticos y desorganizados que no pueden satisfacer sus necesidades básicas, tales como resolución de problemas, establecer y alcanzar metas futuras, proveer su propia vivienda, comida, vestido y pueden requerir un mayor apoyo para mantener su independencia. Este tipo de pacientes tienen una mayor probabilidad de comportamiento agresivo que aquellos con menos síntomas psicóticos. Se ha dicho que los esquizofrénicos con mayor riesgo de actividad homicida serían aquellos/as cuyo tema delirante es de naturaleza religiosa. Los pacientes con esquizofrenia también tienen una tasa disminuida de matrimonio y aumentada de divorcios.
A menudo, aunque en una proporción menor, las personas con enfermedades mentales graves, como la esquizofrenia, se encuentran en situación de carestía económica, y no reciben el tratamiento que necesitan. No obstante, otros terminan curándose, como es el caso de John Forbes Nash, o bien recibiendo tratamiento médico alternativo a los fármacos con lo que consiguen alcanzar una mejor calidad de vida y superar obstáculos y limitaciones.

### Prognosis de remisiones y recidivas
Una vez que se establece el diagnóstico correcto de esquizofrenia, existen para la mayoría de los pacientes cuatro posibilidades fundamentales en el curso de su enfermedad:
1. La resolución completa de los síntomas con o sin tratamiento sin recidiva nunca, el caso de aproximadamente 10-20 % de los pacientes.
2. El paciente mejora completamente, pero presenta recidivas de forma repetida con recuperación total cada vez, lo que ocurre en 30-35 % de los casos.
3. Se presentan recidivas repetidas con recuperación parcial e incompleta sin que los síntomas se vuelvan más pronunciados cada vez, lo que ocurre en 30-35 % de los casos.
4. La enfermedad sigue un curso natural de empeoramiento rápido e inevitable desde la aparición de los síntomas, el caso de aproximadamente 10-20 % de los pacientes.

Sin tratamiento, 75 % de los pacientes diagnosticados con esquizofrenia sufren recaídas al cabo de un año. Bajo tratamiento controlado con neurolépticos, solo el 15 % recaen al final de un año y al cabo de cinco años, un 20 %.

### Comorbilidad y esperanza de vida
La esperanza de vida de las personas con el trastorno es de 10 a 12 años menos que la de quienes no lo tienen, probablemente debido al aumento de problemas de salud física y una mayor tasa de suicidios.
La causa más frecuente de muerte en pacientes con esquizofrenia es la enfermedad cardíaca precoz, el riesgo de morir por enfermedad cardiovascular es de dos a tres veces mayor que en la población general. Este riesgo se acelera debido a que su tasa de consumo de cigarrillos es de 30-35 % superior a la de la población en general. Las personas con esquizofrenia también fuman más que los pacientes con otros trastornos mentales. Aunque varios estudios han demostrado que los pacientes con esquizofrenia fuman más que la población general, aún no se ha producido una explicación definitiva de esta diferencia.
El riesgo de suicidio se asocia fuertemente con la depresión postpsicótica, los intentos previos de suicidio, abuso de drogas, agitación o agitación motora, el miedo a la desintegración mental, la baja adherencia al tratamiento y enlutamientos recientes. No son frecuentes las sobredosis con los medicamentos del tratamiento como método de suicidio, porque los antipsicóticos tienen un alto índice terapéutico, es decir, las dosis letales son muy superiores a las dosis que producen un efecto terapéutico. Algunos antipsicóticos atípicos tienen un efecto sobre la conducción de los impulsos intracardiacos, prolongación del intervalo QT, que pueden llegar a manifestarse como arritmias o incluso parada cardiaca.